# Tigres de la UANL
El Club Tigres de la Universidad Autónoma de Nuevo León, o simplemente Tigres de la UANL, es un equipo de fútbol con sede en San Nicolás de los Garza, Nuevo León, que compite en la Primera División de México, la máxima competición de fútbol profesional de México. Fundado el 7 de marzo de 1960, es el equipo oficial de la Universidad Autónoma de Nuevo León y cuenta con el respaldo y manejo administrativo de Sinergia Deportiva (empresa filial de CEMEX) desde 1997. Disputa sus partidos como local en el Estadio Universitario.
El equipo ha ganado 15 campeonatos nacionales de los cuales ocho son de Liga, tres de Copa México, y cuatro de Campeón de Campeones. Además, ha obtenido cinco subcampeonatos de Liga. Tuvo su primer éxito en la temporada 1975-76 al obtener la Copa México ante el Club América convirtiéndose en el primer equipo de Nuevo León en conseguir un título ante un equipo del máximo circuito. Es el quinto equipo más exitoso en la historia de la liga junto con el Club León. A nivel internacional, el equipo obtuvo su primer título al ganar la Liga de Campeones de la Concacaf en la edición 2020, derrotando en la final a Los Angeles Football Club. Además ha obtenido 3 subcampeonatos en esta competencia. Así mismo, destacan los subcampeonatos de la Copa Libertadores de América en la edición 2015 y de la Copa Mundial de Clubes de la FIFA en la edición 2020, este último, como el mejor resultado de un equipo de Concacaf en el torneo hasta la fecha.
El club obtuvo la posición 16.ª del mundo en 2015 según la Federación Internacional de Historia y Estadística del Fútbol (IFFHS). Posteriormente ocupó la posición 8.ª en 2016, la mejor para el club en dicho ranking.
Los colores tradicionales del club son el azul y el amarillo. El equipo con el que Tigres mantiene una mayor rivalidad deportiva es el Club de Fútbol Monterrey con quien disputa el llamado Clásico Regiomontano.

## Historia

### Antecedentes y origen
El club tiene sus orígenes en el Club Deportivo Nuevo León, fundado en 1957, y que era conocido por el apodo de «Jabatos». La base de aquel equipo pionero se constituyó con integrantes del desaparecido Deportivo Anáhuac, equipo que recién se había titulado en la llamada Liga del Norte.
El 7 de marzo de 1960 «los Jabatos» dejaron de existir tras múltiples problemas económicos que provocaron que el club fuera cedido al Patronato de la Universidad Autónoma de Nuevo León, donde fue regentado en principio por Ernesto Romero y Luis Lauro. El plantel pasó a llamarse Club Deportivo Universitario de Nuevo León (Asociación civil), además de adoptar el mote de «Tigres» y jugar con el uniforme azul y amarillo.
Durante dos temporadas completas y dos a nivel parcial, esta versión de los Tigres se mantuvo en la Segunda División. Durante dicho período, los problemas económicos reaparecieron y afectó al desarrollo de la franquicia. Debido a esto, el presidente Ernesto Romero decidió revender la franquicia al Club Deportivo Nuevo León. El 21 de septiembre de 1962, se firmaron los documentos que legalizaron la transacción, y el club fue gerenciado por un grupo de personajes ligados a la vida industrial encabezado por Alejandro Belden, Lorenzo Milmo, Sergio Salinas, Sergio Belden, Luis Lauro González y Francisco Barrenechea. Cuatro días más tarde, se hizo el anunciamiento oficial del nuevo cambio.
Luego de una serie de acuerdos, más fusiones y transformaciones, el equipo debuta oficialmente como Club Deportivo Tigres de la Universidad Autónoma de Nuevo León en el fútbol profesional mexicano el 9 de julio de 1967, siendo derrotados por un marcador de 4-0 ante los Club de Fútbol Ciudad Madero, en el Estadio Ejército Nacional.
Hay que dejar claro que la etapa Jabatos, fue sólo entre 1960 al 62. En 1967-68, que Tigres jugaba en Segunda División (de la que luego conseguirían el ascenso a primera), Jabatos era un equipo activo de la Liga Mexicana, por lo cual, no es la misma franquicia.
La Universidad Autónoma de Nuevo León (UANL) fue la institución que auspició el resurgir del equipo "Tigres", esta vez de forma continua y definitiva. El Patronato Universitario decidió constituir el club como asociación civil, y trabajó para la construcción del Estadio Universitario, que fue inaugurado con un partido entre Monterrey vs Atlético de Madrid el 30 de mayo de 1967. Su primer partido en casa finalizó con un resultado de empate a dos goles frente al Albinegros de Orizaba el día 13 de julio, siendo José de Jesús "Triquis" Morales el autor de ambos tantos.

### Década de 1960: el comienzo
El primer juego de los Tigres en el Estadio Universitario fue por la noche del 13 de julio de 1967 en la Segunda División, donde José de Jesús "Triquis" Morales anotó el primer gol del equipo y con otro suyo empataron 2-2 frente al Orizaba. La primera alineación de esta nueva era fue la siguiente: Gerardo "Pájara" Palacios, Jorge Urdiales, Miguel Zamarrón, Eduardo Cabañas, Humberto Terrón, Jesús Morales, Rómulo Ruiz, Jesús Rodríguez (reemplazado por Mauro Torres, que a su vez fue reemplazado por José Guadalupe Piña), José de Jesús "Triquis" Morales, Juan Roberto Medina y Juan Alvarado. El director técnico era Augusto Arrasco.
En la temporada 1967-68, los Tigres se salvaron de caer a la Tercera División. Fueron tiempos de zozobra para la escuadra universitaria, no solo en el aspecto deportivo, sino también en el económico. La adversidad parecía rondar al equipo, acostumbrado ya a jugar casi siempre en terreno o bajo la lluvia, con entradas de 50 personas en butaca y 200 en general.
Por esas circunstancias se acuñó la frase que reflejaba plenamente la situación de los felinos: "Es jueves, juegan los Tigres y llueve". Ya que su primer partido en 1967-68, aquel donde "El Triquis" Morales había anotado el primer gol en la historia del equipo universitario, fue pasado por agua en el segundo tiempo.
Uno de los juegos más dramáticos en la historia del fútbol regiomontano lo escenificaron Puebla y Tigres en la Segunda División. La última jornada del torneo de Liga 1967-68 en Puebla los camoteros le ganaron a los felinos con gol de Esquivel y los dejaron con riesgo de caer a la Tercera División. Los Tigres se quedaban con 21 puntos y Orizaba tenía 20, pero con un encuentro pendiente contra el Celaya. Un día después, los cajeteros ayudaron a los Tigres con victoria de 2-1 sobre los jarochos y estos cayeron a la división inferior.
En la temporada 1968-69 los Tigres también sufrieron para mantenerse en la división de ascenso, pero al menos tuvieron una buena satisfacción. Guillermo Arciniegas se coronó como el primer campeón goleador de los Tigres y del fútbol regiomontano con 24 dianas.
Los Jabatos de Nuevo León descendieron la temporada 1968-69, pero su intención fue regresar cuanto antes al máximo circuito. Por eso mantuvieron casi el mismo plantel para el torneo 1969-70 de la Segunda División. Lógicamente, eran favoritos para ganar a los Tigres en su primer Clásico en la historia el 15 de agosto de 1969 en el Estadio Universitario. Sin embargo, los Tigres se impusieron 2-0, con goles de Raúl "Perro" Díaz y Polo Barba.
A partir de la temporada 1969-70, con la presidencia de Roberto Méndez Cáceres, los Tigres vivieron su época de oro que los llevó hasta el máximo circuito.
En la temporada 1969-70 vinieron a Tigres jugadores como Pablo "Gorras" Guerrero, Paniagua, Mayorga, Lupercio, Díaz, etc., y como entrenador estuvo al frente del equipo Odilón Mireles. Así, Tigres logró el quinto lugar general siendo su mejor posición en la Segunda División.

### Década de 1970: el ascenso a Primera División y el primer título
En 1970 se creó el torneo de México 1970. Desde entonces, Tigres estaba en la lucha por el ascenso y terminó en el cuarto lugar. De hecho, el club pudo haber estado más cerca del ascenso a Primera División, de haber aceptado la invitación de la Federación Mexicana de Fútbol (FMF) para participar en un cuadrangular que ascendería a otro equipo, junto con el campeón de aquella campaña 1969-70, el Zacatepec. Días después, la FMF decidió que el equipo número 18 de la Primera División para la temporada 1970-71 saldría de un grupo integrado por Tigres, los camoteros del Puebla, Unión de Curtidores y los pericos del Nacional de Guadalajara.
La directiva de los Tigres argumentaba que la invitación a ese torneo promocional era demasiado precipitada, ya que la Federación solo daba 48 horas para decidir. Finalmente, con Tigres renegado y fuera del pequeño torneo, Puebla ganaría el mencionado cuadrangular y por ende un ascenso extra por arriba del Nacional, Curtidores y los mastines de Naucalpan.
En la temporada 1971-72, bajo el mando del peruano Grimaldo González, Tigres clasificó por primera vez a la liguilla. Con gol de José Luis Puente, venció 1-0 a los Petroleros de Salamanca como visitante y luego avanzó a la final con triunfo de 3-1 en casa. Puente, Langarica y Cornejo anotaron los goles felinos para dejar marcador global de 4-1. Sin embargo, en el juego por el título de ascenso, el Atlas se impuso 4-0 en el Estadio Azteca, con anotaciones de José Luis Herrera, Bernardino García, José "el Burro" Cedano y José de Jesús Aceves.
En la temporada 1972-73 los Tigres repitieron a la liguilla, esta vez bajo el mando de Salvador "Chava" Reyes, pero el Irapuato los eliminó con triunfo de 2-1 en el Universitario, con goles de Marino Guevara y Ortiz, mientras que Gerardo Cornejo hizo el único tanto felino. En el partido de visitante, los freseros rubricaron su clasificación con gol de Aspeitia en su victoria de 1-0, quedando 3-1 el marcador global.
Finalmente, la tercera fue la vencida. En la temporada 1973-74, José "Ché" Gómez guio a los Tigres al título y al ascenso a Primera División, junto a Jesús Manuel Peña Leal como presidente del club. Primero eliminaron al Unión de Curtidores con un empate de 1-1 en León. Luego, en el juego decisivo, celebrado el 19 de mayo de 1974 en el Estadio del Tecnológico de Guadalajara frente a los Leones Negros de la Universidad de Guadalajara, los aficionados y porros tapatíos recurrieron a la amenaza, al amedrentamiento, en busca de alterar la estabilidad de los Tigres. Por eso, a aquel partido se le llamó el “Juego del Terror”. Sin embargo, aunque Tigres perdió 2-0, con goles de Zamora y Javán García, obtuvo el campeonato y su instalación en la Primera División, al ganar en el marcador global 3-2. En esta temporada los Tigres tuvieron también en José Luis Puente, a su segundo campeón goleador con 30 goles.
El 13 de julio de 1974 bajo las órdenes de José "Che" Gómez, los Tigres se presentaron para la temporada 1974-75 de la Primera División, empatando 3-3 contra Monterrey, en lo que se considera como el primer Clásico Regiomontano. El dúo de Claudio Lostaunau y Antonio Jasso fue el primer cambio en la dirección técnica de Tigres. Aquella campaña vio al equipo caer en una racha de 21 partidos consecutivos sin victoria (16 de Liga y 5 de Copa), un récord negativo que aún perdura en la institución.
Con apenas un año en el máximo circuito, los Tigres se coronaron campeones de Copa de la temporada 1975-76 derrotando al América, para darle a Nuevo León el primer gran título de toda su historia. Tigres terminó también campeón de goleo por equipo con 21 dianas, al tiempo que Alfredo "Alacrán" Jiménez se ungió monarca anotador individual con nueve tantos.
La conquista del cetro de Copa 1975-76 creó grandes expectativas, pero en la Liga de esa temporada los Tigres no lograron la clasificación a la ronda final por el campeonato.
En la temporada 1976-77 el club fue durante gran parte el sotanero general, lo que provocó la salida de la dirección técnica de Claudio Lostaunau, posteriormente Mario "el Flaco" Pérez y al final la llegada del "bombero" húngaro Arpad Fekete. El último, pudo sacar a Tigres del último lugar general, pero no pudo evitar la liguilla por el no descenso, en donde con gol de Iauca, mandaron a los cañeros del Zacatepec a la Segunda División.

#### 1° Campeonato (1977-78)
Para la temporada 1977-78, la directiva estaba encabezada por su presidente Ramón Cárdenas Coronado y su vicepresidente Rogelio Cantú, así como Miguel Gómez Collado como vicepresidente deportivo. Este equipo obtuvo el campeonato de Liga en la temporada 1977-78, bajo el mando del uruguayo Carlos Miloc "El Tanque", y con destacadas actuaciones de Tomás Boy y del peruano Gerónimo Barbadillo "Patrulla". Durante la temporada 1977-78, los Tigres llegaron a tener una desventaja de ocho puntos en la jornada 21 con respecto al Monterrey (segundo lugar de grupo), por lo que se veía complicado que el equipo pasara a la liguilla por el título en el llamado "Grupo de la Muerte". Los Rayados llegaban al segundo Clásico Regiomontano de la temporada después de 12 partidos sin perder. Contrario a los pronósticos, los felinos se impusieron 4-2 y desde entonces no solo lograron reducir la ventaja que les llevaba el Monterrey, sino que al final Tigres clasificó como segundo lugar del grupo, al sacarle cuatro puntos de ventaja a los Rayados. Ya en la final, los Tigres derrotan 2-0 al Club Universidad Nacional como locales con goles del uruguayo Walter Mantegazza. El 27 de mayo de 1978 en el Estadio México 68, empatan 1-1 con los Pumas, otra vez con gol de Mantegazza, y Tigres se corona campeón nacional. Hay que mencionar que los Pumas de la UNAM habían perdido para la fase final a Hugo Sánchez, Arturo Vázquez Ayala y Leonardo Cuéllar, y por parte de los Tigres también habían perdido a su portero estelar José Pilar Reyes Requenes quienes se incorporaron a la selección mexicana que disputaría la Copa del Mundo de Argentina 1978.
Fecha: 27 de mayo de 1978.
| Bravo Izquierdo Ruiz Batocletti Carrillo Boy Orduña Herrera Gadea Barbadillo Mantegazza Ocampo Sánchez |

|  |

Los Tigres realizaron la mejor campaña de su historia con 48 puntos en el calendario regular en la temporada 1978-79, aún bajo el mando del uruguayo Miloc, pero no revalidaron el campeonato. El plantel clasificó a la liguilla por el título, pero no logró pasar a la final.
En la temporada 1979-80 Tigres terminó en el octavo general con más goles recibidos que anotados. En esa misma temporada, Tigres sufrió su peor goleada, un 0-7 frente al Atlante en el Estadio Universitario, ante lo que Tigres hizo tres movimientos en su dirección técnica. El brasileño Carlito Peters inició como director técnico, pero fue cesado y su lugar lo ocupó Odilón Mireles, quien a su vez también fue despedido en la liguilla y finalmente el peruano Claudio Lostaunau entró como técnico para la liguilla final. Tigres en la liguilla dejó fuera a Universidad Nacional, América y Zacatepec. En el último partido de la liguilla Tigres necesitaba ganarle al Zacatepec en casa por más de tres goles y que América y Pumas empataran. Tigres finalmente goleó al Zacatepec 4-1, con destacadas actuaciones de Juan Manuel "el Abuelo" Azuara, Edú y Barbadillo, al tanto que el América y la UNAM empataron a cero. Con esto, los felinos del norte llegaban a su segunda final en tres años. A Tigres le tocaría entonces jugar contra el Cruz Azul.
El primer juego lo ganó Cruz Azul 1-0 en el Universitario y en el Azteca los cementeros parecían tener el título al ir arriba 3-0. Sin embargo, los Tigres se impusieron 1-3 antes de que Cruz Azul aumentara 4-1. De nuevo Tigres reaccionó y puso el marcador global en 3-4. En aquel juego, anotaron por Tigres: Gerónimo Barbadillo, Jiménez y Juan Manuel "el Abuelo" Azuara. También el portero José Pilar Reyes fue habilitado como centro delantero y de taloncito dio un pase para gol. Ya en tiempo de compensación, Tomás Boy quedó solo ante el portero Miguel "el Gato" Marín, pero su disparo fue tapado por "el Gato" cruzazulino, decretando la coronación cementera.
Aquel 13 de julio de 1980 el marcador en el Estadio Azteca anunciaba incesantemente: "Tigres: Este equipo sí tiene corazón".

### Década de 1980: el segundo título
Como ha sido característico en la historia felina, los Tigres sufrieron rigurosamente de altas y bajas a lo largo de la década de los ochenta.

#### 2° Campeonato (1981-82)
Sin embargo, la cúspide la alcanzó la escuadra en la temporada 1981-82 al alzarse con el título de campeón de la Liga. Mucho tuvo que reñir el elenco dirigido por Carlos Miloc, ganando la final por penales, frente a los Potros de Hierro del Atlante, después de ganar la ida en el Estadio Universitario por 2-1 y de perder la vuelta en el Estadio Azteca por 1-0. Artífices de este título fueron nuevamente Tomás Boy y Gerónimo Barbadillo. Esta fue la primera vez en la que el campeón del fútbol mexicano se definió por tiros penales.
Fecha: 6 de junio de 1982.
| Bravo Rodríguez da Silva Batocletti Sánchez Boy Orduña Carrillo Solís Barbadillo Bastos Valencia Gonçalves |

|  |

Luego entre campañas de malas actuaciones, los Tigres alcanzaron los cuartos de final en las temporadas 1983-84 y 1986-87, para salir rápidamente vencidos por Pumas UNAM y Morelia, respectivamente. 
Posteriormente, acudieron a su segunda final de Copa en la temporada 1989-90 luego de pelear dos años seguidos por el no descenso. En esa ocasión cayó ante los Camoteros del Puebla. En el partido de ida, los Tigres vencieron por un marcador de 2-0 en casa, pero en la vuelta Puebla ganó por un marcador de 4-1 para titularse campeón.

### Década de 1990: el descenso, cambio de administración y un regreso inmediato
En los torneos disputados en los noventa, los felinos de San Nicolás apenas en un par de ocasiones llegaron a cuartos de final, cayendo frente al Club León en la temporada 1992-93 y por el Necaxa en 1995-96. Precisamente en esa edición 1995-96, los Tigres se adjudicaron el segundo torneo de Copa de su historia, venciendo contra todos los pronósticos al Club Atlas de Guadalajara como visitante 1-0, luego de igualar a 1 en el partido de ida.
Lamentablemente fue poco lo que duró la alegría en la escuadra de la UANL, ya que el partido contra su archirrival Monterrey, terminó por quitar toda posibilidad en el club de mantenerse en Primera División al perder 2-1, en la temporada 1995-96. Nada salió bien, los felinos cayeron 2-1 ante el Monterrey y Tigres descendió. El partido quedó inmortalizado como el Clásico del Descenso. En un caso insólito en el fútbol mexicano, la UANL, a pesar de haber descendido, accedió a la liguilla; siendo eliminados por Necaxa. Posterior a esta situación, se cambiaron los reglamentos de liguilla, en la cual ningún equipo que estuviera descendido, dado que ya entraban en juego los porcentajes, podría jugar liguilla de campeonato.
Ante los problemas económicos que presentaba Tigres, la Universidad Autónoma de Nuevo León decidió buscar el apoyo de la Iniciativa Privada. Fue así como nació Sinergia Deportiva, S.A. de C.V., empresa soportada por CEMEX y FEMSA, aunque años más tarde FEMSA optó por dejarle a CEMEX la administración total de Sinergia Deportiva y por ende la del Club Tigres.
Esta nueva administración logró que la pasantía del equipo por Primera 'A' fuera muy breve. En el mismo año ganaron el torneo de Invierno 1996 al derrotar en la final al Atlético Hidalgo con resultado global 3-1, ganándose la mitad de su boleto para jugar la final por el ascenso. En el siguiente campeonato de Verano 1997, también se coronaron, subiendo automáticamente al Máximo Circuito en tan solo un año de ausencia, tras una derrota sorpresiva ante los Correcaminos de la UAT con marcador de 0-1 en el encuentro de ida en el mismo Estadio Universitario, obtuvieron una contundente victoria por 4-0 en el partido de vuelta de visitantes en el Estadio Marte R. Gómez de Ciudad Victoria, Tamaulipas.
Aunque el regreso de los Tigres a Primera División fue del más rotundo, ya estando allí las circunstancias variaron diametralmente. Con equipos de igual o superior nivel, los felinos batallaron para encontrar la victoria y por eso, apenas en la séptima fecha del Invierno 1997 fue cesado el técnico Alberto Guerra y su lugar lo ocupó Carlos Miloc. A pesar de ello, tampoco Miloc pudo levantar a los Tigres y lo único memorable fue que rompió el dominio de los Rayados, venciéndolos 3-2, y cortando una racha de 13 juegos sin ganarle al Monterrey en la historia de los clásicos regiomontanos. Esa resonante victoria renovó las esperanzas de los seguidores, soñando con un conjunto felino destinado a los primeros lugares del fútbol mexicano.
En las temporadas de Invierno 1998, Verano 1999, Invierno 1999 y Verano 2000 el equipo no logró llegar ni a la reclasificación, pese a contar un buen cuadro integrado por: Luis Hernández, Javier Saavedra, Claudio Núñez, José Luis Sierra, etc.; y con técnicos como: Osvaldo Batocletti, Miguel Mejía Barón y Víctor Manuel Vucetich.

### Década de 2000: subcampeonatos, internacionalización y la amenaza del descenso

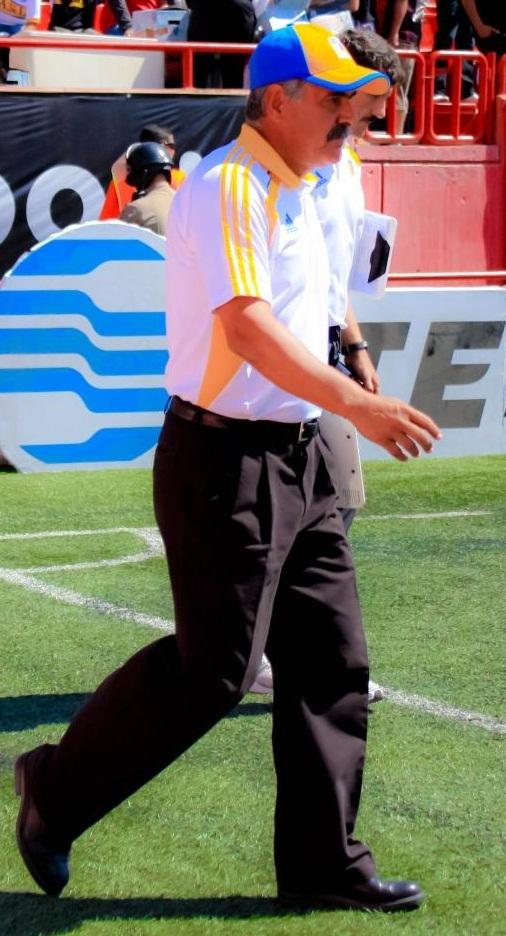
El entrenador Ricardo Ferretti ha dado algunos de los números más altos del equipo.

En los inicios de la década arribó Alejandro Rodríguez Miechelsen como consejero, posteriormente presidente y con él vinieron épocas mejores para el club. Se contrató al técnico Ricardo Ferretti, quién llegó en el torneo Invierno 2000. Se empezó a construir una plantilla con hombres de experiencia como Claudio Suárez y Antonio Sancho como pilares de su equipo. Algunas liguillas y un subcampeonato obtenido en casa ante el Pachuca en el torneo de Invierno 2001 fueron los resultados que entregó el brasileño.
Vino después al timón Nery Pumpido, que incorporó a Néstor Silvera en el ataque y explotó a plenitud la llegada de Walter Gaitán, quien despuntó como el nuevo ídolo felino. Nuevamente en el torneo Apertura 2003 Tigres sería superlíder y el destino ponía a Pachuca en el camino felino, y los Tuzos volverían a coronarse en el Estadio Universitario.
Tiempo después vino la época de internacionalizarse al asistir dos veces a la Copa Libertadores de América, donde se lograron buenas actuaciones.
Los Tigres calificaron a la Copa Libertadores 2005, donde enfrentaron al Alianza Lima, Caracas FC y Banfield de Argentina. En los octavos de final eliminaron al Once Caldas, en ese entonces campeón defensor de la Copa Libertadores de América, para después ser derrotado en cuartos de final por el São Paulo FC, que a la postre sería el campeón del torneo. En el siguiente año participaron por segunda ocasión consecutiva en la Copa Libertadores 2006. Ubicados en el grupo 4, junto al Corinthians, la Universidad Católica y el Deportivo Cali, los Tigres avanzaron a la siguiente fase después de un 1-0 frente al cuadro chileno, para posteriormente ser eliminado en la fase de octavos de final en serie de penaltis por el Club Libertad, después de haber empatado ambos juegos a 0 goles.
Tiempo después se permitió la salida de Alejandro Rodríguez y se entregó la presidencia a Fernando Urdiales. El cambio de un hombre experiencia en el fútbol por un hombre con escasos conocimientos fueron notándose en el equipo. En el torneo Apertura 2007 los directivos Fernando Urdiales y Sebastián Luri cometieron errores y echaron a perder el trabajo que apenas comenzaba el técnico Mario Carrillo Zamudio. Luego se contrató al director técnico argentino Américo Gallego, que había sido campeón con los Diablos Rojos del Toluca.
Por los malos resultados obtenidos en las últimas campañas, y el problema de descenso que los Tigres vivieron, el técnico Américo Gallego fue cesado después de caer 6-1 ante el Pachuca. Después de Américo Gallego se contrató al director técnico Manuel Lapuente y se suplió a Fernando Urdiales por Enrique Borja en la presidencia de la administración del equipo.
En el segundo torneo con Manuel Lapuente al mando, se llegó a la liguilla después de 3 temporadas de intentarlo. Más de nueva cuenta se fracasó en el intento de lograr el campeonato al empatar en cuartos de final contra el Atlante. En el tercer torneo con Manuel Lapuente al mando este fue cesado el 21 de febrero del 2009 por los malos resultados, ya que de 21 puntos posibles solo pudo cosechar 6, y en su sustitución llegó el estratega argentino José Néstor Pekerman. En la última jornada del Clausura 2009 el equipo de los Tigres se salva del descenso gracias a que el Necaxa perdió su último encuentro contra el América en el Estadio Azteca y que Tigres empató ante el Morelia. Esta combinación de resultados provocó una diferencia de 2 puntos entre un equipo y otro, y por lo mismo el Necaxa descendió a la Primera División 'A'.
En la noche del 26 de mayo de 2009 se hace oficial, el cambio de presidente del equipo nombrando a Santiago Martínez de la Torre como nuevo presidente, finalizando así con la gestión de Enrique Borja como presidente de Tigres. Santiago Martínez de la Torre hizo su primer movimiento el cual fue nombrar a Daniel Guzmán Castañeda como nuevo director técnico del equipo, con esto José Néstor Pekerman dejó su cargo de director técnico de los Tigres.
La tarde del 28 de marzo de 2010, Daniel Guzmán fue cesado después de caer 1-0 ante el Toluca. Se recibieron disturbios en las gradas del Estadio Universitario por los malos resultados obtenidos en el torneo. Sin embargo, el 30 de marzo Santiago Martínez volvió a contratar a Daniel Guzmán Castañeda como técnico de Tigres.

### Década de 2010: La época dorada de Tigres
El 17 de mayo de 2010, la empresa Cemex junto con la Universidad Autónoma de Nuevo León toman la decisión de remover de su cargo a Santiago Martínez de la Torre y a Daniel Guzmán, y traer de vuelta a la presidencia a Alejandro Rodríguez Michielsen junto con Miguel Ángel Garza, atrayendo estos a la dirección técnica del equipo al que ya había sido entrenador de Tigres, Ricardo "El Tuca" Ferretti. También llegan a la institución el volante argentino Damián Álvarez y el defensa Anselmo Vendrechovski Júnior "Juninho" como refuerzos.
Se logran 25 puntos en el Apertura 2010, colocándose en el noveno lugar general y alejando de la zona de descenso al equipo, cuando en el torneo pasado se había salvado de descender.

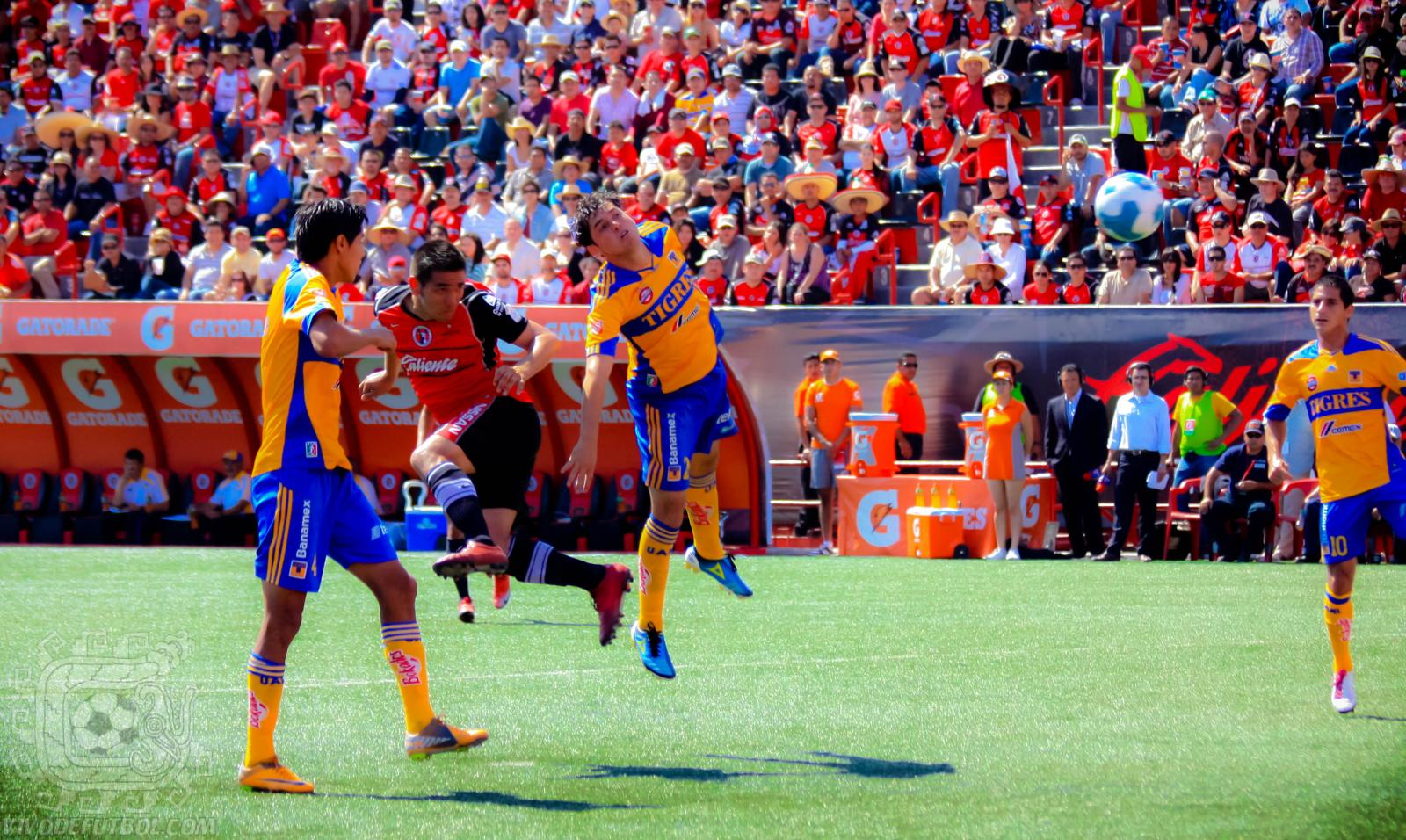
Partido de Tigres ante Tijuana, en 2011.

Para el torneo Clausura 2011 dejan la institución varios elementos, entre ellos el goleador Itamar Batista, y llegan Danilinho, el delantero chileno Héctor Mancilla, y el medio defensivo mexicano-estadounidense Jonathan Bornstein. Empezando con un empate a 2 en el Corregidora contra el Querétaro FC, obtienen solo una derrota en casa contra el Toluca y otra de visitante contra el eventual campeón Pumas de la UNAM. Cabe destacar que en la Jornada 3 contra el Club América, debuta de nuevo el portero Enrique Palos en sustitución de Cirilo Saucedo, logrando una actuación que le dio una titularidad mayor desde la Jornada 4 contra el Santos Laguna.
Terminan la fase inicial como líderes con 35 puntos después de 17 jornadas, empatados con Pumas UNAM pero con mejor diferencia de goles. Cabe destacar que impusieron el mejor récord defensivo en la historia de torneos cortos con solo 9 goles en contra, además de empatar el récord con los Pumas y Pachuca de terminar 11 veces con la portería en cero en el torneo. Sin embargo, son eliminados en cuartos de final de la liguilla por el Club Deportivo Guadalajara, al perder 3-1 en el Estadio Omnilife y empatar a 1 en la vuelta en el Estadio Universitario.

#### 3° Campeonato (Apertura 2011)

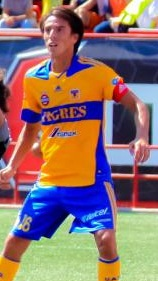
Lucas Lobos fue de gran importancia en la consecución del título del Apertura 2011, dando fin a 29 años de sequía sin título.

En el torneo Apertura 2011, es traspasado el mediocampista Jesús Molina al América. Mientras tanto, Antonio Sancho anuncia su retirada de las canchas en un amistoso de pretemporada contra el campeón Pumas, que termina en un 4-2 a favor de Tigres. Debido a la suspensión y subsecuente lesión de Juninho, la directiva felina anuncia la contratación en préstamo del defensa seleccionado mexicano Carlos Salcido.
Durante la temporada, Tigres logra un buen rendimiento al conseguir el tercer lugar de la tabla general, obteniendo 28 puntos, entre 7 victorias, 7 empates y 3 derrotas, incluyendo goleadas en casa por 5 a 0 contra el Pachuca y 4 a 1 contra el pasado campeón, Pumas. Tigres entra así a la fase final, volviéndose a encontrar con Pachuca, a quien vence 4-0 (1-0 de visita y 3-0 en casa). Posteriormente el 4 de diciembre de 2011, el equipo venció al Querétaro con un autogol de Manuel Mondragón que dejaría fuera a los Gallos Blancos.
Disputa entonces la final contra Santos Laguna. El partido de ida fue disputado el 8 de diciembre de 2011 en Torreón, imponiéndose el equipo felino por diferencia de un 0-1, con gol de Damián Álvarez. El 11 de diciembre de 2011, hubo goles de Héctor Mancilla, Danilinho y Alan Pulido y por el marcador de 3-1 (4-1 global) a su favor, los Tigres se coronaron por tercera vez en su historia entre un clima lluvioso y frío, después de 29 años de sequía, clasificando así a la Liga de Campeones de la Concacaf 2012-13 y a la Copa Libertadores 2012.
Fecha: 11 de diciembre de 2011.
| Palos Jiménez Ayala Juninho T. Nilo Viniegra Salcido Danilinho Lobos Álvarez Mancilla Pulido Toledo Rivas |

|  |

Tigres clasificó a la primera fase de la Copa Libertadores 2012 al quedar como tercer lugar en la tabla general del torneo Apertura 2011. El juego de ida se jugó en Chile contra la Unión Española, en el cual fue derrota por 1-0. Posteriormente se jugó la vuelta en el Estadio Universitario el jueves 2 de febrero, empatando el partido a 2 goles. El marcador global queda 3-2 a favor de la Unión Española, eliminando así la aspiración de los Tigres de participar en la fase de grupos de la Copa Libertadores de América.
En el torneo Clausura 2012, el equipo trató de conseguir el bicampeonato, quedando en quinto lugar con 31 puntos y fue eliminado por Santos en semifinales, tras haber empatado 1-1 en el partido de ida y en el de vuelta Tigres estuvo ganando 2-0 la mayoría del partido hasta que en el final Santos le metió 2 goles en 2 minutos y los dejó eliminados, por lo cual no pudo refrendar el título.
En el torneo Apertura 2012 luego de una campaña muy irregular, termina duodécimo en la tabla con 5 victorias, 6 empates y 6 derrotas con 21 puntos, sin posibilidades de clasificar a la Liguilla ni a la Copa Libertadores 2013 por estar participando en la Liga de Campeones de la Concacaf 2012-13.
Mientras tanto, en la Liga de Campeones de la Concacaf 2012-13 el equipo clasificó a cuartos de final al obtener el primer lugar del grupo 6, conformado por Tigres, Real Estelí Fútbol Club y Liga Deportiva Alajuelense. El 6 de marzo de 2013 recibió en el Estadio Universitario al club estadounidense Seattle Sounders para el partido de ida de cuartos de final, al cual venció 1-0 con gol de Alan Pulido. El 12 de marzo de 2013, con cuadro alternativo el club visita al Seattle Sounders, el club ganaba 1-0 (2-0 en el global), después el local remonta el resultado y Tigres pierde 3-1 (3-2 en el global), siendo eliminado del torneo.
El Clausura 2013 fue uno de los mejores torneos en esta década para Tigres, al quedar líderes del torneo con 35 puntos, con 10 victorias, 4 empates y apenas 2 caídas, ante la UNAM por la fecha 14 y en el Clásico Regiomontano contra el Monterrey en la fecha 16, pero nuevamente se volvían a enfrentar a este último en cuartos de final, en donde un autogol de Israel Jiménez le costó la eliminación al conjunto felino.
En el torneo Apertura 2013, el equipo terminó en el octavo lugar en la tabla general con 25 puntos, clasificando a la liguilla gracias a la diferencia de gol, luego de remontar en las últimas fechas de una pobre actuación. Allí quedaría eliminado en cuartos de final frente al Club América.
En el Clausura 2014 finalizan decimocuartos en la tabla general tras 17 fechas con 21 puntos. Aunque luego conseguirían por tercera vez la Copa México, luego de la lograda en 1996, al ganar en la final a los Alebrijes de Oaxaca con un marcador de 3-0 con goles de Juninho, Alan Pulido y Lucas Lobos.
Después de haber sido campeones de la Copa México, salieron jugadores importantes del club, tales como Lucas Lobos, Carlos Salcido, Alan Pulido, y Danilinho, estos 4 siendo pilares para el campeonato del 2011. Con estas ventas vinieron jugadores de talla internacional como el arquero argentino Nahuel Guzmán, el mediocampista uruguayo Egidio Arévalo, y el delantero ecuatoriano Joffre Guerrón.
En el Apertura 2014 el equipo termina en segundo lugar, solo por detrás del América, empatados en 31 puntos pero este último con una mejor diferencia de gol. Clasificando así nuevamente a la segunda fase de la Copa Libertadores. En la liguilla vence al Pachuca en cuartos de final con un marcador global de 2-2, pero por el criterio de mejor posición en el torneo y al no haber penales, Tigres avanzaba. En semifinales enfrentaba al Deportivo Toluca, ambos partidos de ida y vuelta culminarían en cero, pero nuevamente gracias al reglamento, Tigres jugaría una nueva final. Esperaba al América en la final, quien había eliminado al Monterrey por la amplia ventaja de goles en el partido de ida (3-0), y terminaron sin goles en la vuelta. Ya en la final contra América, Tigres comenzaría ganando el partido de ida por la mínima diferencia con gol de Joffre Guerrón, pero en la vuelta caería 3-0 en un partido con varios expulsados, terminaría con ocho jugadores y quedándose nuevamente en la puertas de un título de Liga MX. Aun así ambos finalistas clasifican a la Liga de Campeones de la Concacaf 2015-16.
Sabiendo que se jugarían dos torneos se contratan varios refuerzos, entre ellos los regresos de los canteranos como el lateral campeón en el 2011, Israel Jiménez, y el mediocampista Jonathan Espericueta después de su regreso de España; así como el delantero brasileño Rafael Sóbis, junto con delanteros nacionales tales como Abraham Carreño y Enrique Esqueda, entre otros futbolistas jóvenes.
En el Clausura 2015 comenzaría con una derrota frente al Atlas de Guadalajara. Al ir pasando las jornadas el equipo fue mostrando un mejor acoplamiento, llegando en la etapa final a ser líderes del torneo recién en la última fecha, y siendo eliminados en cuartos de final de la liguilla por el Club Santos Laguna, con un marcador global de 1-2. En la ida el partido finalizó 1-1 con goles de Joffre Guerrón y Javier Orozco, y la vuelta con 0-1 con gol de Djaniny Tavares en los últimos minutos, siendo eliminados de la Liga, pero aun así estando peleando la Copa Libertadores de América.

#### Subcampeonato de Copa Libertadores 2015

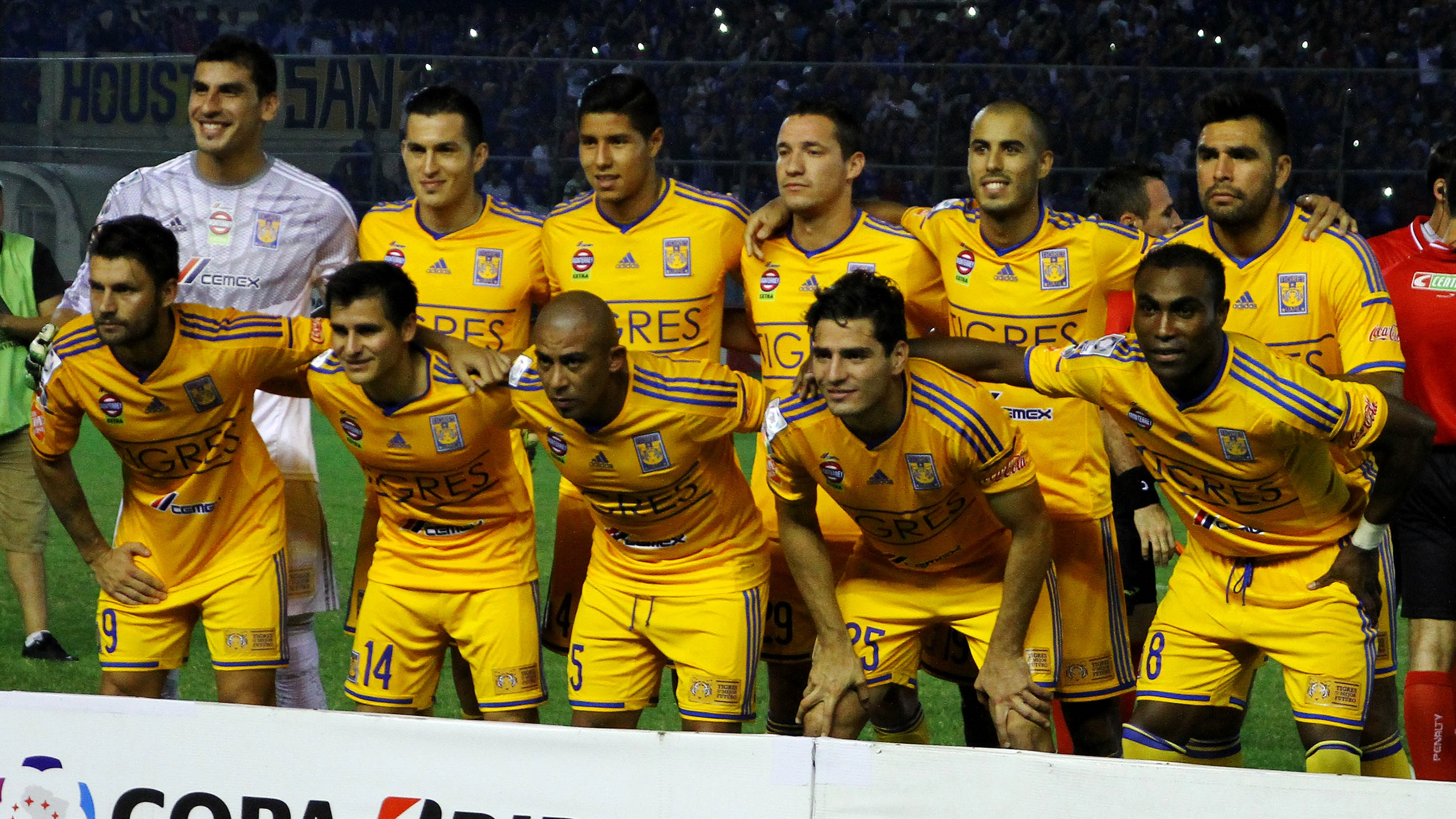
Foto de Tigres UANL previa al encuentro Emelec 1-0 Tigres UANL en el estadio Jocay de Manta.

Tigres clasificó a la Copa Libertadores 2015 al ser el equipo mexicano mejor posicionado en la tabla general, participando en el grupo 6, conformado por Tigres, River Plate, Juan Aurich y San José. El equipo consiguió el primer lugar del grupo y segundo lugar general con 14 puntos, producto de 4 victorias y 2 empates.
En la última fecha River Plate que tenía solo 4 puntos logró clasificar luego de que le ganó 3-0 a San José de Oruro en el Monumental y de que Tigres venció 5-4 a Juan Aurich en Chiclayo. En aquel partido el jugador Darío Carreño de Tigres dio dopaje positivo.
El equipo felino avanzó entonces a los octavos de final del certamen, en donde se enfrentó al Universitario de Sucre, a quien derrotó 2-1 de visitante en la ida y empataron 1-1 en la vuelta, avanzando Tigres con un marcador global de 3-2. En cuartos de final se enfrentó al Emelec, con quien perdió el invicto en la ida al caer por 1-0 en Ecuador, pero en la vuelta ganó 2-0 de local para avanzar con un marcador global de 2-1. En semifinales se encuentra al Internacional, con quien pierde 2-1 en la ida en Porto Alegre, pero gana en la vuelta por 3-1 en el Estadio Universitario, avanzando con marcador global de 4-3.
Llega así Tigres a la final de la Copa Libertadores por primera vez en su historia, siendo el tercer equipo mexicano en llegar a esta instancia, en donde paradójicamente enfrentó al River Plate de Argentina, equipo al cual ya había enfrentado en la fase de grupos. Tigres debía jugar de local en el partido de vuelta por su mejor ubicación en la tabla, sin embargo jugó el partido de ida de local por no pertenecer al continente sudamericano, de acuerdo con el reglamento de la competición en ese entonces. Empataron 0-0 en el partido de ida en México y cayó goleado por 3-0 en la vuelta en el Monumental de Argentina, con goles de Lucas Alario, Carlos Sánchez y Ramiro Funes Mori; obteniendo River Plate su tercer Copa Libertadores.

#### 4° Campeonato (Apertura 2015)
Para el Apertura 2015 llegaron refuerzos como el francés Andre-Pierre Gignac, el nigeriano Ikechukwu Uche, y los seleccionados mexicanos Jürgen Damm y Javier Aquino. Con este equipo se logró un buen rendimiento al conseguir el quinto lugar de la tabla general, obteniendo 28 puntos, producto de 8 victorias, 4 empates y 5 derrotas. Las victorias más destacadas fueron las goleadas en casa por 4 a 1 a Chiapas y por 5 a 1 al Querétaro; y la victoria por 3 a 1 al Monterrey en la edición 105 del Clásico Regiomontano.
Tigres entra así a la liguilla, enfrentándose a Chiapas en cuartos de final, a quién venció 2-1 en la ida y 1-0 en la vuelta, avanzando Tigres con un marcador global de 3-1. En semifinales se encuentra al Toluca, a quien vence 2-0 en el Estadio Nemesio Díez, después de un empate a cero en la ida.
Tigres disputa entonces la final contra los Pumas de la UNAM. El juego de ida se lo llevó Tigres UANL, que consiguió la victoria por 3-0 ante el cuadro capitalino con tantos de André-Pierre Gignac, Javier Aquino y Rafael Sóbis. Para el juego de vuelta Pumas de la UNAM buscaron la victoria por 3 o más goles y consiguieron un 3-0 durante los 90 minutos que alargaría a tiempos extra, logrando Tigres UANL colocar el 3-1 con un gol del francés André-Pierre Gignac, sin embargo el defensa uruguayo Gerardo Alcoba se encargó de colocar el 4-1 definitivo a un minuto de finalizar el tiempo extra.
En la tanda de penaltis fallaron por Pumas de la UNAM el extranjero Fidel Martínez, volando su disparo al poste derecho del portero Nahuel Guzmán; y Javier Cortés, este tirando al mismo costado pero ahora con Nahuel deteniendo el esférico. Por Tigres UANL acertaron André-Pierre Gignac, Anselmo Vendrechovski "Juninho", José "Palma" Rivas y el definitivo a cargo del canterano Israel Jiménez.
Fecha: 13 de diciembre de 2015.
| Guzmán Jiménez Ayala Juninho Rivas Dueñas Pizarro Damm Sóbis Aquino Gignac Torres Briseño Arévalo |

|  |

En la Liga de Campeones de la Concacaf 2015-16, los felinos clasificaron a cuartos de final al obtener el primer lugar del grupo B, conformado por Tigres, Herediano e Isidro Metapán. En cuartos de final el equipo eliminó al Real Salt Lake con un marcador global de 3-1. En semifinales se enfrentaron al Querétaro, equipo al cual vencieron 2-0 en el marcador global tras dos anotaciones de André-Pierre Gignac en los últimos minutos del partido de vuelta en el Estadio Universitario.
Tigres disputa entonces su primera final de la Liga de Campeones de la Concacaf, en la cual se enfrentó al Club América. En el juego de ida en 'El Volcán' el conjunto americanista se llevó una ventaja de 2-0. Para la vuelta en el Estadio Azteca, los auriazules intentaron remontar en el marcador global y se acercaron con un tanto de André-Pierre Gignac al 40'. Sin embargo para el segundo tiempo el América le dio la vuelta al partido y se coronó campeón con un marcador global de 4-1, esfumando el sueño de Tigres de asistir a su primer Mundial de Clubes.
Mientras tanto, en el Clausura 2016 el equipo tuvo un desempeño regular, al lograr calificar a la liguilla como octavo lugar en la última jornada del torneo al derrotar 3-0 al Cruz Azul en el Estadio Azul. En cuartos de final se enfrentó a su acérrimo rival, el Monterrey, que venía de ser líder del torneo. En el juego de ida en el Estadio Universitario, los Rayados tomaron ventaja al ganar el partido 3-1. La vuelta se jugó en el Estadio BBVA Bancomer, albergando su primer juego y clásico de liguilla. Tigres empezó ganando con un gol de Jesús Dueñas, siendo este el primer jugador de Tigres en marcar un gol en este estadio. El partido lo ganó Tigres 1-2, ganando por primera vez en el Estadio BBVA Bancomer y siendo el primer equipo en ganar un partido de liguilla en ese estadio. Sin embargo, el Monterrey avanzó a semifinales con un marcador global de 4-3, eliminando a Tigres de liguilla por cuarta ocasión en la historia.
Gracias al campeonato obtenido en el Apertura 2015, el equipo obtuvo el derecho de disputar el trofeo de Campeón de Campeones 2015-16 contra el Pachuca, campeón del Clausura 2016. El partido se disputó en Estados Unidos, en donde con gol de Ismael Sosa Tigres logró derrotar a los Tuzos 1-0, consiguiendo su primer trofeo de Campeón de Campeones.

#### 5° Campeonato (Apertura 2016)
Para el torneo Apertura 2016 siguieron llegando grandes contrataciones al equipo, como el argentino Ismael Sosa y el francés Andy Delort. Los felinos terminaron el torneo en el tercer lugar de la tabla general con 30 puntos, producto de 8 victorias, 6 empates y 3 derrotas. Las victorias más destacadas fueron la goleada por 3-0 al América en el Estadio Azteca, y la goleada por 4-2 al Pachuca en el Estadio Universitario.
Tigres accede entonces a la liguilla, enfrentándose a los Pumas UNAM en los cuartos de final, con quien empató a 2 goles en la ida y lo goleó 5-0 en la vuelta en casa, avanzando Tigres con marcador global de 7-2. En las semifinales se enfrentó al León, ganando 1-0 el partido de ida y 2-1 en el partido de vuelta, avanzando el conjunto universitario a la gran final con un marcador global de 3-1.
Tigres avanzó entonces a la final en donde enfrentaría al Club América, equipo que celebraba en ese año el centenario de la fundación de su club. La final estaba pactada para el 8 y el 11 de diciembre. Sin embargo, se tuvo que hacer una pausa de 2 semanas y media debido a que el América tenía el compromiso de ir a disputar la Copa Mundial de Clubes de la FIFA 2016 en Japón, por lo que se atrasó hasta el 22 y el 25 de diciembre. Para no perder el ritmo, el conjunto felino disputó un partido amistoso contra el Veracruz en 'El Volcán', en el cual vencieron 2-1 a los Tiburones Rojos.
Tigres disputa entonces la final de ida contra el Club América el 22 de diciembre. El partido terminó empatado a 1. André-Pierre Gignac abrió el marcador para los auriazules al 44' con un gol que pasó por debajo de las piernas del arquero Moisés Muñoz. Después al 68' Bruno Valdez anotó para los azulcremas tras un tiro de esquina. André-Pierre Gignac salió de la cancha al 77' después de un golpe en la espalda con Bruno Valdez y fue trasladado al hospital quedando en duda para el juego de vuelta en 'El Volcán'. El diagnóstico indicaba que Gignac no podría jugar el siguiente partido, pero ante todo pronóstico, Ricardo Ferretti lo alineó en el once inicial del partido de vuelta.
El partido de vuelta fue en el Estadio Universitario en plena Navidad. Los 90 minutos terminaron sin goles y se fueron a tiempos extras, donde al 95' del primer tiempo extra Edson Álvarez marcó de cabeza tras un tiro de esquina. Diez minutos después del gol de las águilas, el entrenador americanista Ricardo La Volpe se hizo de palabras con André-Pierre Gignac y se armó una trifulca en donde hubo 3 expulsiones y al final quedaron 9 jugadores de cada equipo en la cancha. Cuando todo parecía perdido, Jesús Dueñas consiguió el empate al minuto 119' con un disparó de cabeza, mandando a definir al campeón a través de tanda de penaltis.
En la tanda de penaltis acertaron por Tigres André-Pierre Gignac, Juninho y Guido Pizarro. Por parte del Club América fallaron William da Silva, mandando su disparo al poste izquierdo del portero Nahuel Guzmán, quien evitó que entrara el balón; Silvio Romero, este tirando un disparo potente arriba y al centro que también fue atajado por Nahuel; y por último, Javier Güemez, mandando su disparo al poste derecho de Nahuel quien atajó su tercer penal de manera consecutiva, con lo cual se coronarían los Tigres.
Fecha: 25 de diciembre de 2016.
| Guzmán Estrada Ayala Juninho T. Nilo Dueñas Pizarro Damm Aquino Sosa Gignac Rivas Álvarez Acosta |

|  |

En la Liga de Campeones de la Concacaf 2016-17, los auriazules clasificaron a cuartos de final al obtener el primer lugar del grupo G, conformado por Tigres, Herediano y Plaza Amador. En cuartos de final el equipo eliminó a los Pumas UNAM con un marcador global de 4-1. En semifinales se enfrentaron al Vancouver Whitecaps, al que derrotaron 4-1 en el global para llegar a su segunda final consecutiva de la Liga de Campeones. En la final se enfrentaron al Club de Fútbol Pachuca. En la ida en el Universitario el partido terminó empatado a un gol. Para la vuelta en el Estadio Hidalgo, los Tuzos ganaron por la mínima diferencia y consiguieron el campeonato, negándosele a Tigres por segunda vez consecutiva el asistir al Mundial de Clubes.
Mientras tanto, en el Clausura 2017 el equipo logró calificar a la liguilla como séptimo lugar. En cuartos de final se topó de nuevo a su acérrimo rival, el Monterrey, al que Tigres nunca había podido eliminar de la liguilla ya en 4 ocasiones y otra más en la Copa MX. En el juego de ida en el Estadio Universitario, Tigres se llevó una ventaja de 4-1 con dobletes de Gignac y Dueñas. En la vuelta en el Estadio BBVA Bancomer, los felinos se impusieron 2-0 con otro doblete del francés, destacando un gran gol de tiro libre de larga distancia. Así Tigres eliminó por primera vez al acérrimo rival, con un contundente marcador global de 6-1. En las semifinales se enfrentaron al Club Tijuana, al cual eliminaron sin problemas con un global de 4-0.
Llegó así Tigres a su segunda final consecutiva, ahora en contra de las Chivas buscando por primera vez el bicampeonato. En el juego de ida en 'El Volcán', después de una ventaja parcial de 2-0 del rebaño en el primer tiempo, en los últimos minutos Gignac firmó un doblete para lograr un eufórico empate. En la vuelta en el Estadio Chivas, el equipo local se fue adelante 2-0. En el minuto 88' Ismael Sosa acercó a Tigres en el marcador con un gol de fuera del área. Ya en tiempo de compensación, se dio una falta de Jair Pereira sobre Ismael Sosa dentro del área rojiblanca, sin embargo el árbitro Luis Enrique Santander no marcó el penal que pudo haber mandado al alargue el encuentro. De esta manera se esfumó el sueño del bicampeonato y el Club Deportivo Guadalajara obtuvo su duodécimo título.
Gracias al campeonato obtenido en el Apertura 2016, el equipo obtuvo el derecho de disputar por segunda vez consecutiva el trofeo de Campeón de Campeones, esta vez contra el mismo Guadalajara que le había ganado la final del Clausura 2017. El partido se disputó en Estados Unidos, en donde con gol de Eduardo Vargas Tigres logró tomar revancha al derrotar a las Chivas 1-0, consiguiendo el bicampeonato del Campeón de Campeones.

#### 6° Campeonato (Apertura 2017)

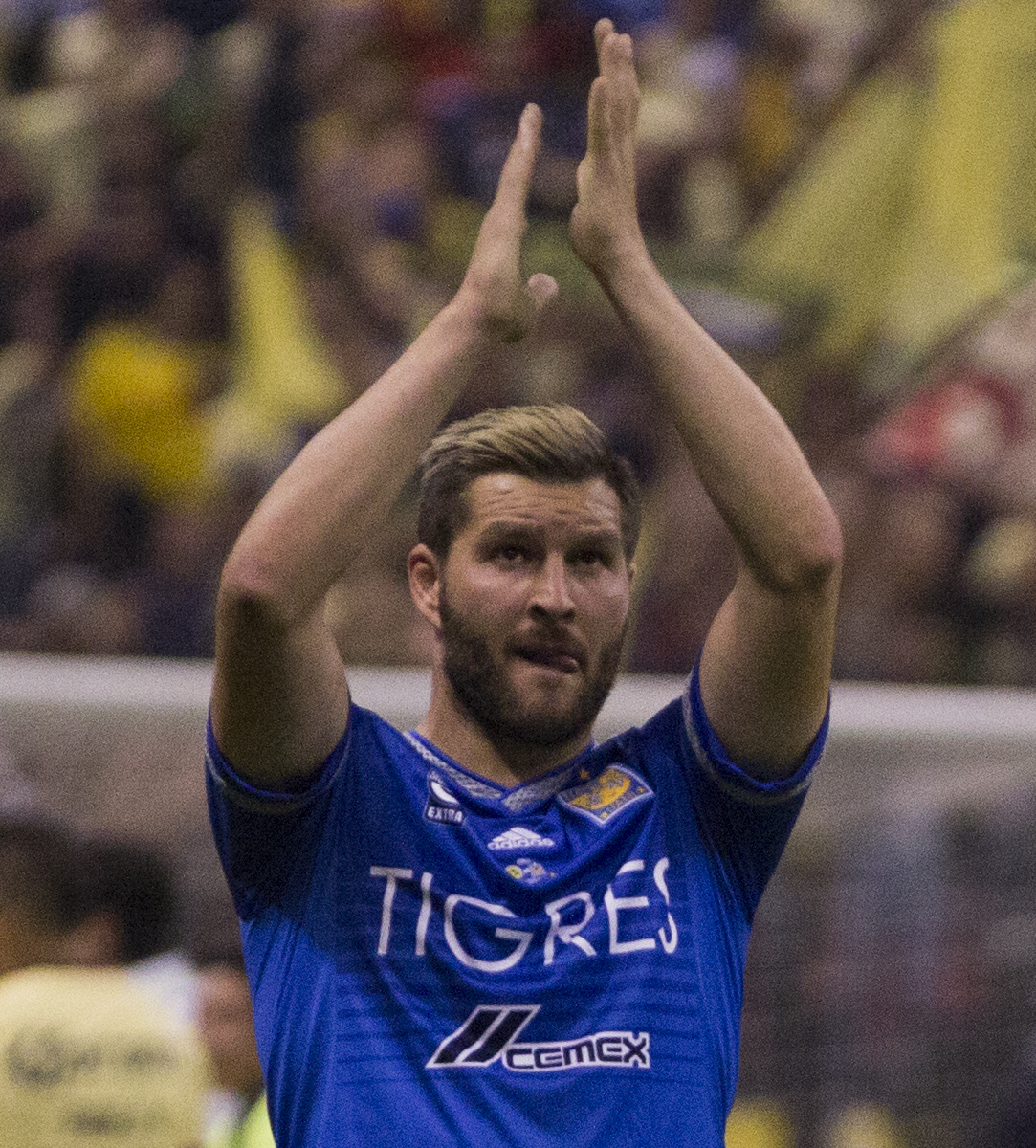
André-Pierre Gignac fue gran artífice en la consecución de los títulos del Apertura 2015, Apertura 2016, Apertura 2017, Clausura 2019 y Liga de Campeones de la Concacaf 2020.

En el torneo Apertura 2017 llegó al equipo el ecuatoriano Enner Valencia, para conformar un tridente en el ataque junto a André-Pierre Gignac y Eduardo Vargas, quién acababa de llegar el torneo pasado. Tigres termina la temporada como segundo lugar con 32 puntos conseguidos de 9 victorias, 5 empates y 3 derrotas, teniendo como partidos destacados las goleadas en casa 5-0 ante Puebla y 3-0 contra Toluca. En la última jornada Tigres llegó con 32 puntos y el Monterrey llegó con 34, por lo que se disputó el "Clásico por el Liderato", donde Tigres cayó 2-0 en cancha de Monterrey con un autogol del capitán Juninho al dar un mal rechace defensivo y otro de Avilés Hurtado después de un saque de esquina.
En cuartos de final de la Liguilla por el título, Tigres se enfrentaba al Club León. En el partido de ida en el Estadio León empataron 1-1. En el partido de la vuelta en el Estadio Universitario, volvieron a empatar 1-1, con lo que Tigres avanzaba a las semifinales gracias a su posición en la tabla. En semifinales el rival sería el Club América, quienes venían de un empate cerrado con el Cruz Azul en el Estadio Azteca. Tigres ganó 1-0 el partido de ida en el Estadio Azteca. Para la vuelta en "El Volcán", el marcador fue de 3-0, teniendo un costo extra para las águilas con la expulsión en el minuto 60' de Guido Rodríguez y en el minuto 66' la de Edson Álvarez.
Así Tigres jugó su tercera final de liga consecutiva. La final la jugarían por primera vez contra su acérrimo rival, los Rayados del Monterrey. La ida se jugó en el Estadio Universitario el 7 de diciembre de 2017, partido que acabó en un empate 1-1 con goles de Nicolás Sánchez por parte de Rayados y de Enner Valencia con un penalti a lo Panenka por parte de Tigres. A los minutos 88' y 91' el mediocampista de Rayados; Leonel Vangioni y el defensa de Tigres; Hugo Ayala salieron expulsados.
La vuelta se jugó el 10 de diciembre del 2017 en el Estadio BBVA Bancomer. El primer gol cayó al minuto 2 de los pies de Dorlan Pabón. 28 minutos después y 15 antes del final de la primera mitad, Eduardo Vargas mete el primer tanto del conjunto universitario con un remate con la derecha desde fuera del área por abajo, junto al palo izquierdo con asistencia de Jesús Dueñas. Solamente 5 minutos después, Francisco Meza anotaba el segundo tanto con un remate de cabeza desde muy cerca al centro de la portería, gracias a la asistencia de Rafael Carioca con un centro al área tras un saque de esquina. Tras la reanudación, ambas escuadras seguían intentando acercarse lo suficiente para anotar otro gol. Al minuto 71', Tigres perdía a uno de sus mejores hombres, el volante de ataque Enner Valencia. Al 76' Ismael Sosa sustituía a su compañero lesionado. Tras ello, se reanudaba el partido. Al minuto 81' se decretó un penal bastante polémico, basado en una falta de André-Pierre Gignac sobre "El Conejo" Jorge Benítez. Al minuto 83' Avilés Hurtado cobra el penal y lo vuela por encima del arco de Nahuel Guzmán, desaprovechando la oportunidad de empatar la serie y alargarla a los tiempos extras. Al minuto 95' Neri Cardozo fue expulsado tras propinar una patada a Javier Aquino. Tras 6 minutos de compensación, Tigres fue decretado campeón del Apertura 2017, haciendo historia al ganar la primera "Final Regiomontana" en la Liga MX y dar la vuelta olímpica en la cancha rayada.
Cabe destacar que como era el último torneo del mediocampista argentino Damián Álvarez con Tigres, el capitán Juninho le prestó su gafete y, entre lágrimas, tuvo el gran honor de levantar el trofeo que acreditaba al equipo como campeón del fútbol nacional.
Fecha: 10 de diciembre de 2017.
| Guzmán Rodríguez Meza Juninho T. Nilo Carioca Dueñas Aquino Vargas Valencia Gignac Damm Sosa Acosta |

|  |

Al ser campeones, Tigres calificó a la Concachampions 2018 y en octavos de final derrotó al Herediano de Costa Rica tras empatar la ida a dos y ganar la vuelta con una contundente goleada de 3-1 en Monterrey.
En los cuartos del final del ya nombrado certamen jugó contra el Toronto de Canadá, Tigres mostró debilidad al perder 2-1 en el BMO Field, ya en el Estadio Universitario Tigres ganó por un marcador de 3-2 con un gol de Eduardo Vargas y dos del francés André-Pierre Gignac, pero fue eliminado por un autogol de Rafael Carioca y un gol de Sebastian Giovinco después de un mal rechace del arquero Nahuel Guzmán en un tiro libre, siendo esta la segunda eliminación de un equipo de la Major League Soccer a los auriazules.
En el Torneo Clausura 2018 terminaron en quinto lugar, en cuartos de final Santos Laguna los eliminó al empatar a dos el global en Torreón, siendo la cuarta eliminación de Santos a Tigres en liga. 26 días después Tigres tomó revancha y los goleó en el Campeón de Campeones con goles de Guido Pizarro, Javier Aquino, Lucas Zelarayán y André-Pierre Gignac; ganando el tricampeonato del certamen.
Gracias al campeonato obtenido en el Campeón de Campeones, el equipo obtuvo el derecho de disputar la edición inaugural del Campeones Cup frente al Toronto FC de la MLS. El partido se disputó en el BMO Field, en donde con doblete de Jesús Dueñas y un autogol de Zavaleta, Tigres logró derrotar a los canadienses por marcador 3-1, consiguiendo el primer trofeo de Campeones Cup.

#### 7° Campeonato (Clausura 2019)
En el Torneo de Clausura 2019 el equipo de San Nicolás de los Garza terminó en el segundo lugar de la tabla general con 37 puntos, solo por debajo del León con 41 puntos. En la liguilla se enfrentaron al Tuzos del Pachuca, la ida fue en el Estadio Hidalgo, en el cual un autogol de Luis Rodríguez y un gol de Javier Aquino ocasionaron un empate a uno. La vuelta fue en el Estadio Universitario la cual también terminó en empate por un gol de Ángelo Sagal al minuto 81' que parecía ser el gol que mataba la serie, pero al 84' el gitano André-Pierre Gignac marcó el gol del pase.
En semifinales se toparon contra su más odiado rival, que además venia de ganarles una final de Concacaf y de paso tomando revancha de aquella final del Apertura 2017. La ida fue un desastre para los auriazules, pues con un gol de Dorlan Pabón, los Rayados del Monterrey tomaban ventaja en el Estadio BBVA. Pero la vuelta resultó ser milagrosa para la escuadra local, pues con un gol de Guido Pizarro los Tigres revivieron y avanzaron a la gran final del fútbol mexicano contra el León. 
La final de ida se jugó en el Estadio de los Tigres, los cuales ganaron ese mismo partido con gol de André-Pierre Gignac al minuto 20'. La vuelta terminó en un empate a cero en el Nou Camp, lo que le dio el séptimo título a la escuadra de los Tigres de la UANL. Y asimismo clasificando al Campeón de Campeones 2018-19 y a la Liga de Campeones de la Concacaf 2020.
Fecha: 26 de mayo de 2019.
| Guzmán Rodríguez Ayala Meza T. Nilo Carioca Pizarro Aquino Vargas Quiñones Gignac Valencia Salcedo Dueñas |

|  |

Al ser campeón del Clausura 2019, el cuadro felino disputó por cuarta ocasión consecutiva el Campeón de Campeones, después de haber ganado este partido en las tres ediciones anteriores. Sin embargo en esta ocasión cayeron ante el Club América en tanda de penaltis por 6-5, después de haber terminado el partido sin goles. Para el siguiente torneo en la liguilla se enfrentaron nuevamente a las Águilas del América en cuartos de final, donde los Tigres fueron eliminados con marcador global de 5-4.

### Década de 2020: el primer título internacional, subcampeonato del Mundial de Clubes y el primer campeonato Post-Ferreti
Para la jornada 10 del torneo Clausura 2020 el equipo marchaba en séptimo lugar general, producto de 4 victorias, 2 empates y 4 derrotas. Sin embargo la competición fue suspendida y posteriormente cancelada, esto debido a la pandemia de COVID-19. El siguiente torneo se jugó sin público, llevando por nombre Guard1anes 2020 en honor a los médicos y al personal de salud. Este torneo marcó el regreso del repechaje para la liguilla, en donde los Tigres que terminaron en sexto lugar de la tabla general se enfrentaron al Toluca, que ocupó el undécimo lugar. En partido único en el Estadio Universitario, los felinos ganaron el duelo de repechaje por marcador de 2-1. Ambos tantos de los auriazules fueron obra del francés André-Pierre Gignac. Posteriormente en cuartos de final se enfrentaron al Cruz Azul, donde el marcador global fue de 3-2 a favor de La Máquina Celeste.

#### Campeonato de la Liga de Campeones de la Concacaf 2020
En octavos de final de la Liga de Campeones de la Concacaf 2020, los Tigres se midieron ante el Alianza de El Salvador. En el partido de ida el cuadro felino perdió como visitante por marcador de 2-1. Para la vuelta en el Estadio Universitario Tigres comenzó ganando tranquilamente 3-0, sin embargo antes de terminar el primer tiempo el conjunto salvadoreño con dos goles ya había empatado el marcador global, dándole el pase parcial al Alianza por la regla del gol de visitante. El marcador se mantuvo hasta el último minuto del tiempo añadido, donde en un tiro libre subió el arquero Nahuel Guzmán, quién remató de cabeza para marcar el gol que le daba agónicamente el pase a los cuartos de final a los Tigres.
Para los cuartos de final se enfrentaron al New York City de la MLS. En la ida en Nueva York, los Tigres tomaron ventaja de 1-0 con gol de Eduardo Vargas en el último minuto del tiempo añadido. El partido de vuelta estaba programado para jugarse el 19 de marzo de 2020 en la cancha del Estadio Universitario. Sin embargo debido a la pandemia de COVID-19 el torneo fue suspendido, reanudándose hasta el mes de diciembre y disputándose los partidos restantes a partidos únicos en el Exploria Stadium de Orlando, Florida. En el juego de vuelta los auriazules golearon al conjunto estadounidense 4-0, avanzando con marcador global de 5-0.
En semifinales se toparon con el Club Deportivo Olimpia de Honduras. El equipo felino avanzó a la final al golear al conjunto hondureño por 3-0, con dos anotaciones de André-Pierre Gignac de penal y un autogol de Elvin Oliva; llegando a la final de Concachampions por cuarta ocasión y con la oportunidad de por fin lograr el primer título internacional en la historia del club.
En la gran final se enfrentaron a Los Angeles Football Club de la MLS, quienes venían de eliminar a los otros tres clubes mexicanos participantes del torneo: León, Cruz Azul y América. La máxima figura del equipo angelino era el mexicano Carlos Vela, quién con 5 anotaciones competía con André-Pierre Gignac por el título de goleo individual. El partido lo comenzó ganando Los Angeles al minuto 61' con gol de Diego Rossi. El equipo universitario reaccionó y para el minuto 72' consiguió el empate con un gol de cabeza de Hugo Ayala en un tiro de esquina. En la recta final del encuentro, el 'Chaka' Rodríguez desbordó y sirvió para André-Pierre Gignac, quién remató y marcó el gol del triunfo al 84', dándole el primer título internacional a los Tigres y consiguiendo la clasificación para la Copa Mundial de Clubes de la FIFA 2020. Gignac terminó como el máximo goleador del torneo con 6 goles, y fue galardonado como el mejor jugador del certamen.
Fecha: 22 de diciembre de 2020.
| Guzmán Rodríguez Ayala Salcedo Dueñas Carioca Pizarro Aquino Fernández Quiñones Gignac López Meza Tercero Venegas Fulgencio |

|  |

#### Subcampeonato de la Copa Mundial de Clubes de la FIFA 2020
En su papel de campeón de Concacaf, los Tigres obtuvieron el derecho de disputar la Copa Mundial de Clubes de la FIFA 2020 celebrada en Catar, torneo que se tuvo que posponer hasta febrero de 2021 debido a la pandemia de COVID-19. El equipo hizo su debut el 4 de febrero en el Estadio Ahmed bin Ali, enfrentando en la segunda ronda al campeón de Asia, el Ulsan Hyundai de Corea del Sur. Tras verse abajo en el marcador, el cuadro felino vino de atrás y con dos goles de André-Pierre Gignac consiguió remontar el marcador 2-1, avanzando a las semifinales del torneo.
En semifinales se midieron ante el campeón de Sudamérica, el Palmeiras de Brasil. En partido disputado en el Estadio Ciudad de la Educación el 7 de febrero, los Tigres consiguieron la victoria por la mínima diferencia con un gol de André-Pierre Gignac de penal, haciendo historia al ser el primer club de la Liga MX y de la Concacaf en llegar a una final de la Copa Mundial de Clubes de la FIFA.
La gran final se dio el 11 de febrero en la cancha del Estadio Ciudad de la Educación, donde se vieron las caras frente al campeón de Europa, el Bayern Múnich de Alemania. Con un polémico gol de Benjamin Pavard, los Tigres cayeron ante los bávaros por la mínima diferencia. André-Pierre Gignac anotó los tres goles de Tigres, terminó como máximo goleador del torneo y fue galardonado con el Balón de Plata para el segundo mejor jugador del certamen, solo por detrás de Robert Lewandowski.

#### 8° Campeonato (Clausura 2023)
Para el Clausura 2023 se dio por iniciado el ciclo de Diego Cocca después del inesperado despido de Miguel Herrera. Con fichajes de gran nivel como Fernando Gorriarán, Nicolás Ibáñez y Diego Lainez y con resultados favorables se pronosticaba un buen torneo de inicio a fin para Tigres, pero sorprendentemente en medio de las elecciones de DT para la Selección Mexicana a pesar que Cocca no había sido considerado desde un principio, terminó siendo el elegido por la FMF y se vio obligado a abandonar la institución en tan solo 5 jornadas. Después de varios días de incertidumbre, la directiva encabezada por Mauricio Culebro y Antonio Sancho anunciaron que Marco Antonio Ruiz tomaría las riendas del club por un tiempo indefinido a raíz de la salida de Cocca. El ciclo de Chima Ruiz empezaba con el pie derecho con Tigres goleando 4-2 al Club Universidad Nacional y se venía un gran cierre de torneo. Pasaron varias jornadas y Tigres ganaba pero no lograba convencer al ganar muchos partidos por la mínima y el equipo comenzó a decaer después de una inesperada derrota contra Chivas donde empezó una mala racha de derrotas y el ciclo de Marco Antonio Ruiz se daba por terminado después de perder contra Mazatlán y tener una racha de 5 derrotas en 6 juegos. Se veía mucha incertidumbre entre club y afición nadie sabía que venia para Tigres todo pintaba un fracaso al no tener técnico y estar a solo 3 jornadas de terminar un torneo regular muy inestable. 
Finalmente la directiva anuncia como nuevo DT por tiempo indefinido a Robert Dante Siboldi, un entrenador con experiencia y exjugador histórico del club neoleonés. El ciclo de Siboldi empezaba con el pie derecho al golear en la Liga de Campeones de la Concacaf al Motagua de Honduras por un aplastante 5-0 que clasifica al equipo a semifinales de ese torneo. Siboldi no terminaba por convencer en Liga al empatar con Querétaro y ganar por 1-0 al Puebla y terminó por tocar fondo al terminar eliminado de la contienda internacional por el León y goleado en Liga por el mismo equipo; ese partido fue un parteaguas que cambio el rumbo del equipo en el torneo. Después de ganarle a Puebla finalmente terminaban por entrar a la Liguilla. Empezaban con el pie derecho al golear 4-1 al Toluca en la ida en el "Volcán", en la vuelta las cosas se le empezaban a complicar al equipo con el Toluca anotando 3 goles para hacer la heroica, pero al final Sebastián Córdova terminaba por matar las esperanzas de los Diablos Rojos al marcar el 3-1 y asegurar el pase a la semifinal.
En la semifinal, Tigres se enfrentaba a su clásico rival, Rayados de Monterrey, siendo esta la novena ocasión en que se daba un Clásico Regiomontano en fase final. En el partido de ida en el "Volcán", la contienda estuvo bastante pareja con anotaciones de Sebastián Córdova por parte de los locales y de Maximiliano Meza por parte de los Rayados. En la vuelta en el BBVA en un partido cerrado donde los dos equipos no intentaban arriesgar al final después de un gol anulado del conjunto albiazul, apareció Córdova para liquidar el partido y así Tigres se clasificaba una final de Liga después de 4 años. 
Su rival en la gran final serían las Chivas de Guadalajara, el único equipo que logró ganarle una final de Liga MX a Tigres en la llamada Era Ferretti. La ida en un Estadio Universitario lleno se jugaron 90 minutos sin mucha acción, por lo que todo se dejaba para la vuelta en territorio tapatío. En el Estadio Akron en lo que parecía ser una final fácil para Chivas, donde iban adelante por dos goles desde el minuto 20 con anotaciones de Roberto Alvarado y Víctor Guzmán. Sin embargo, Tigres no se daba por vencido y desde el minuto 60 comenzó a reaccionar ante la sorpresa de todos anotando 3 goles; el primero de André-Pierre Gignac por vía penal, el segundo de un Córdova que había tenido una excelente liguilla, y el tercero ya en tiempos extras cortesía de Guido Pizarro. De esta forma, los de Siboldi ganaban el partido por 2-3 y se consagraron campeones de Liga por octava vez en su historia, superando a Universidad Nacional (7) y empatando con el León.
Fecha: 28 de mayo de 2023.
| Guzmán Aquino Pizarro Reyes Garza Carioca J.P. Vigón Córdova Quiñones Lainez Gignac Gorriarán López Ibáñez Caetano |

|  |

## Símbolos

### Historia y evolución del escudo
|                                                      |
| Modernización y simplificación del escudo (1996-00). |

|                                                              |
| Incorporación de los atributos a formato heráldico (2000-02) |

|                                                     |
| Estilización y simplificación del escudo (2002-12). |

|                                                            |
| Modernización visual y recuperación del tigre (2012-Act.). |

- Imagen con la evolución del escudo de Tigres. Archivado el 13 de junio de 2017 en Wayback Machine.

## Indumentaria
Con su ascenso a la Primera División de México 1974-75, el club estrenó por primera vez los colores auriazules que desde entonces vistió en su uniforme.
- Uniforme local: camiseta amarilla con una franja horizontal y detalles azules, pantalón y medias amarillas.
- Uniforme visitante: camiseta azul con un tigre en el pecho y detalles amarillos, pantalón y medias azules.

| Primero | (Ver evolución) | Actual |

## Proveedores de Indumentaria (1989 hasta 2025)
| Período   | Proveedor   |
| --------- | ----------- |
| 1989-1991 | Vicmar      |
| 1991-1993 | Pepín       |
| 1993      | Vicmar      |
| 1994      | Tigre-Sport |
| 1995      | Umbro       |
| 1995-1996 | ABA Sport   |
| 1996-2006 | Atlética    |
| 2006-2025 | Adidas      |

## Infraestructura

### Estadio

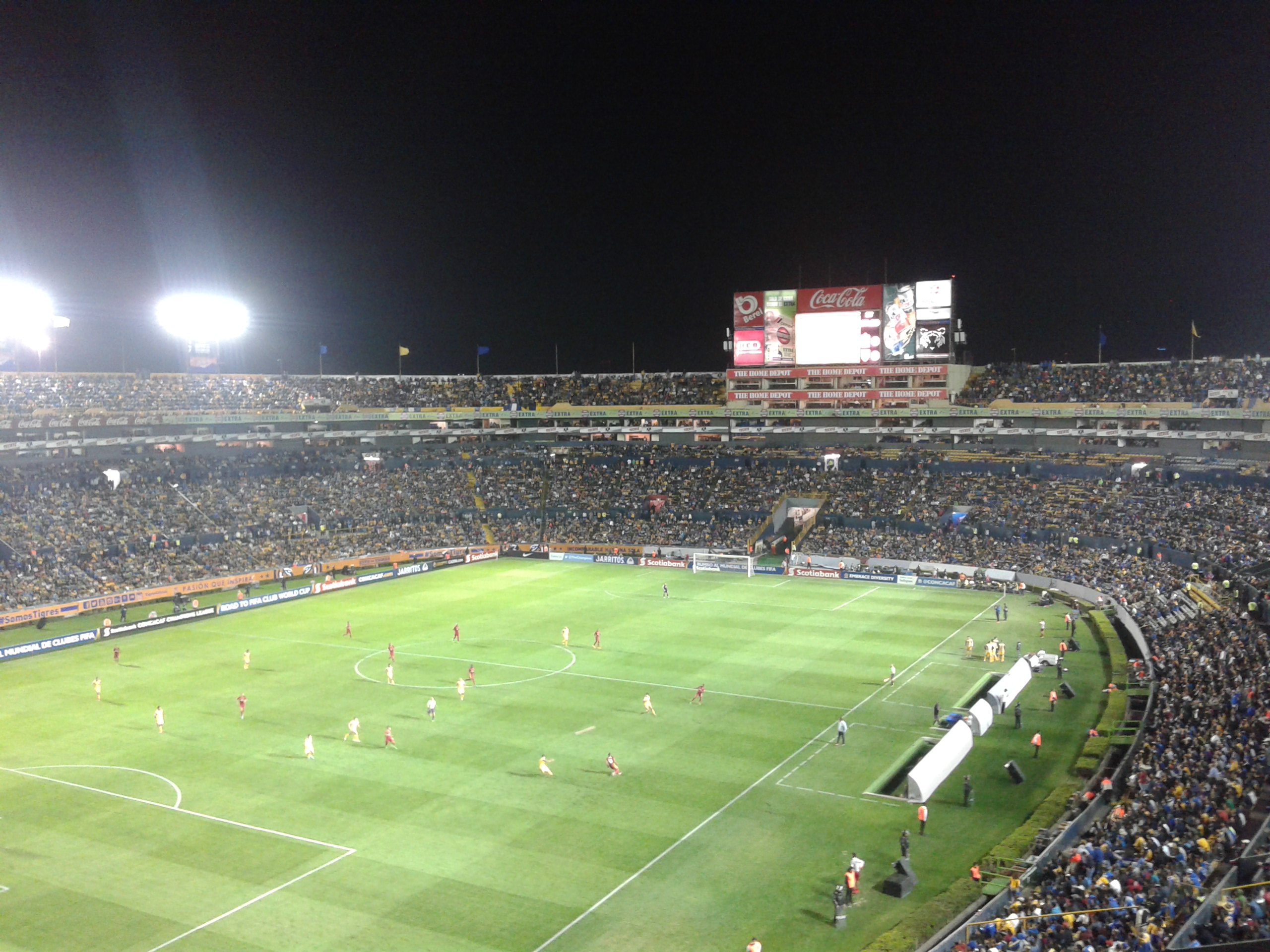
Estadio Universitario.

El Estadio Universitario, también conocido como El volcán, es el estadio de local de Tigres de la UANL. Con un aforo para 41 615 espectadores, se encuentra situado en el corazón del campus de la Universidad Autónoma de Nuevo León, en el municipio metropolitano de San Nicolás de los Garza, Nuevo León. El escenario fue inaugurado el 30 de mayo de 1967 con un partido entre Rayados de Monterrey y el Atlético de Madrid, con resultado final de 1-1, el primer gol lo anotó Mariano Ubiracy.
El Estadio Universitario es conocido en todo el mundo porque allí se popularizó el fenómeno de “La Ola”, en el mundial de México 1986.
El Estadio Universitario ha sido testigo de momentos destacados de los Tigres, como fueron:
- El ascenso a Primera División sobre los Leones Negros de la Universidad de Guadalajara en 1973-74.
- Su primer campeonato de Copa México en 1975-76 con triunfo de 2-0 sobre el América.
- La salvación de caer a Segunda División en 1976-77 al imponerse 2-1 al Zacatepec.[84]
- El campeonato del Apertura 2011 donde vencieron a Santos Laguna por un marcador de 3-1, para así sellar el 4-1 de manera global y consagrarse campeones tras 29 años de espera.[85]
- El quinto título de liga del club, mismo que consiguiera en plena Navidad en el Apertura 2016 al derrotar 3-0 en tanda de penales al Club América.
- La goleada por 4-1 al Monterrey en el partido de ida de los cuartos de final del Clausura 2017, para después ganar 2-0 en la vuelta en donde los felinos eliminaron por primera vez al archirrival de la ciudad en liguillas.[86]
- La ida de la primera final de Clásico Regio en la Liga MX en donde los Rayados de Monterrey y los Tigres empataron 1-1.

### Instalaciones deportivas
El Club cuenta con instalaciones propias: el Estadio Universitario, con capacidad para 41 615 espectadores; la Cueva Zuazua, que cuenta con canchas de entrenamiento en el municipio de General Zuazua; y la Casa Club, donde se instala a jugadores jóvenes y son originarios de otras ciudades del país.
A 35 kilómetros de la capital de Nuevo León, en el municipio de General Zuazua, se sitúa el área de entrenamiento de Tigres, que existe gracias a que la UANL adquirió en 1984 la Hacienda San Pedro, una propiedad que data de 1666, para rehabilitarla: el casco es hoy un sitio con biblioteca, hemeroteca y espacios para actividades culturales y académicas, mientras que el terreno aledaño se convirtió en La Cueva de Club Tigres.
Esta zona consta de cinco canchas con las medidas reglamentarias, además de vestidores para los planteles de Segunda y Tercera División. Uno de los espacios de práctica cuenta con gradas y alumbrado para partidos nocturnos.
En el edificio central, exclusivo para el equipo de Primera División, hay un gimnasio totalmente equipado, además de áreas médicas, de rehabilitación y zona húmeda para hidromasaje e hidroterapia. Además, un vestidor exclusivo para el cuerpo técnico, oficina para la directiva y una sala de usos múltiples.

## Datos del club

### Denominaciones
Durante su historia, la entidad ha visto cómo su denominación variaba por diversas circunstancias hasta la actual de Club de Fútbol Tigres de la Universidad Autónoma de Nuevo León. El club se fundó con el nombre de Club Deportivo Universitario de Nuevo León hasta que se regularizó bajo el apelativo de Tigres poco tiempo después.
A continuación se listan las distintas denominaciones de las que ha dispuesto el club durante su historia:
- Club Deportivo Universitario de Nuevo León (Asociación Civil): (1960-62) Regularización del club al pasar a dependencia de la Universidad Autónoma de Nuevo León.
- Club Deportivo Tigres de la Universidad Autónoma de Nuevo León: (1967-XX)[cita requerida] Se le añade el apelativo de "Tigres" a su denominación oficial.
- Club de Fútbol Tigres de la Universidad Autónoma de Nuevo León: (19XX-Act.)[cita requerida] Especificación de su actividad principal en su denominación.

## Participación internacional

### Por competición
| Torneo                            | TJ | PJ | PG | PE | PP | GF  | GC | Dif. | Puntos | Títulos | Subtítulos |
| --------------------------------- | -- | -- | -- | -- | -- | --- | -- | ---- | ------ | ------- | ---------- |
| Liga de Campeones de la Concacaf  | 9  | 56 | 29 | 14 | 13 | 93  | 50 | +43  | 101    | 1       | 3          |
| Copa Libertadores de América      | 4  | 34 | 15 | 12 | 7  | 57  | 41 | +16  | 57     | –       | 1          |
| Copa Mundial de Clubes de la FIFA | 1  | 3  | 2  | 0  | 1  | 3   | 2  | +1   | 6      | –       | 1          |
| Total                             | 14 | 93 | 46 | 26 | 21 | 153 | 93 | +60  | 164    | 1       | 5          |

### Participaciones (14)
- Liga de Campeones de la Concacaf (9): 1979, 1981, 1983, 2012-13, 2015-16, 2016-17, 2018, 2019, 2020.
- Copa Libertadores de América (4): 2005, 2006, 2012, 2015.
- Copa Mundial de Clubes de la FIFA (1): 2020.

## Palmarés
Tigres acumula en sus más de cincuenta años de historia numerosos trofeos nacionales. Entre ellos destacan por importancia, ocho Ligas, tres Copas de México y cuatro trofeos de Campeón de Campeones.
Considerado por la Federación Internacional de Historia y Estadística de Fútbol (IFFHS) como el cuarto mejor club mexicano de 2016, es además uno de los tres clubes del país que consiguió el subcampeonato en la Copa Libertadores 2015 al perder a manos de River Plate —su mejor resultado en competición internacional—, y de igual manera logrado en la Copa Mundial de Clubes de la FIFA, este último, como el mejor resultado de un equipo de Concacaf en el torneo hasta la fecha. Además ha obtenido un título y tres subcampeonatos en la Liga de Campeones de la Concacaf. En ella y bajo su actual nombre se ha enfrentado a veintiún rivales distintos en las seis ediciones disputadas en la considerada como la máxima competición norte-centroamericana a nivel de clubes, donde ocupa la decimoquinta plaza en su clasificación histórica.
Nota: en negrita competiciones vigentes en la actualidad.
| Torneos nacionales               | Títulos | Subcampeonatos                                            |
| -------------------------------- | --- | --------------------------------------------------------- |
| Primera División de México (8/6) | 1977-78, 1981-82, Apertura 2011, Apertura 2015, Apertura 2016, Apertura 2017, Clausura 2019, Clausura 2023 | 1979-80, Inv. 2001, Ap. 2003, Ap. 2014, Cl. 2017, Ap.2023 |
| Copa México (3/1)                | 1975-76, 1995-96, Clausura 2014                                                                            | 1989-90                                                   |
| Campeón de Campeones (4/2)       | 2015-16, 2016-17, 2017-18, 2022-23                                                                         | 1975-76, 2018-19                                          |
| Supercopa de México (0/1)        | | 2013-14                                                   |
| Supercopa de la Liga MX (0/1)    | | 2024                                                      |
| Liga de Ascenso de México (2/0)  | Inv. 1996, Ver. 1997                                                                                       |                                                           |
| Campeón de Ascenso (1/0)         | 1996-97 |                                                           |
| Segunda División de México (1/1) | 1973-74 | 1971-72                                                   |

| Torneos internacionales                 | Títulos | Subcampeonatos         |
| --------------------------------------- | ------- | ---------------------- |
| Liga de Campeones de la Concacaf (1/3)  | 2020    | 2015-16, 2016-17, 2019 |
| Copa Libertadores de América (0/1)      |         | 2015                   |
| Copa Mundial de Clubes de la FIFA (0/1) |         | 2020                   |

| Torneos clasificatorios (2) | Títulos    | Subcampeonatos |
| --------------------------- | ---------- | -------------- |
| InterLiga (2)               | 2005, 2006 |                |

| Torneos internacionales amistosos       | Títulos    | Subcampeonatos |
| --------------------------------------- | ---------- | -------------- |
| Leagues Cup (0/1)                       |            | 2019           |
| Campeones Cup (2/0)                     | 2018, 2023 |                |
| SuperLiga Norteamericana (1/0)          | 2009       |                |
| Rio Grande Plate (2/2)                  | 2007, 2008 | 2006, 2011     |
| Serie Mundial de Fútbol (1/0)           | 2007       |                |
| Triangular Melina Mercouri Grecia (1/0) | 1995       |                |

### Torneos nacionales amistosos
- Copa Chiapas (1): 2008.
- Torneo Azteca (1): 2009.
- 75 Aniversario IPN (1): 2011.
- Copa Real Club España (1): 2012.
- Trofeo 80 Aniversario de la UANL (1): 2013.
- Trofeo Bandera Nacional (1): 2013
- Copa 60 Aniversario del Club Universidad Nacional (1): 2014.
- Copa Feria de León (1): 2015
- Copa Nissan (1): 2016.
- Copa de Campeones (1): 2018.[91]
- Copa Monterrey (1): 2023.[92]

El club ha disputado desde su fundación la Primera División —máxima competición de clubes en México— un total de sesenta y tres oportunidades sobre noventa y ocho posibles. Ocupa el undécimo puesto en la clasificación entre los cincuenta y siete participantes históricos en su fase regular, y el sexto en su fase final, además de ser el séptimo más laureado con siete títulos de liga, logrados en veintiséis liguillas por el título; mientras que completa su registro liguero con siete temporadas en Segunda División y dos en Primera "A".
En cuanto al panorama internacional, el club es el único en haber disputado la final de tres de las máximas competiciones internacionales de clubes, la Copa Libertadores, la Liga de Campeones de la Concacaf y la Copa Mundial de Clubes de la FIFA, habiéndolas disputado desde su inauguración un total de catorce temporadas. En ellas registró un título y cinco subcampeonatos como mejores participaciones.
- Finales: 32.
  - Liga: 14 (1977-78, 1979-80, 1981-82, Invierno 2001 , Apertura 2003, Apertura 2011, Apertura 2014, Apertura 2015, Apertura 2016, Clausura 2017, Apertura 2017, Clausura 2019, Clausura 2023, Apertura 2023).
  - Campeón de Campeones: 6 (1975-76, 2015-16, 2016-17, 2017-18, 2018-19, 2022-23).
  - Copa: 4 (1975-76, 1989-90, 1995-96, Clausura 2014).
  - Liga de Campeones de la Concacaf: 4 (2015-16, 2016-17, 2019, 2020).
  - Copa Libertadores: 1 (2015).
  - Supercopa de México: 1 (2013-14).
  - Supercopa de la Liga MX: 1 (2024).
  - Copa Mundial de Clubes de la FIFA: 1 (2020).

- Clasificaciones consecutivas a la liguilla: 11 (Apertura 2014, Clausura 2015, Apertura 2015, Clausura 2016, Apertura 2016, Clausura 2017, Apertura 2017, Clausura 2018, Apertura 2018, Clausura 2019, Apertura 2019).

- Mejor puesto en liga:
  - Torneos largos: Segundo lugar (1978-79).
  - Torneos cortos: Superlíder (Invierno 2001, Apertura 2003, Clausura 2011, Clausura 2013, Clausura 2015).

- Peor puesto en liga:
  - Torneos largos: 19° (1976-77).
  - Torneos cortos: 16° (Apertura 2006, Apertura 2007, Clausura 2009).

- Más puntos en una temporada:
  - En torneos largos: 49 (1995-96).
  - En torneos cortos: 38 (Apertura 2003).

- Menos puntos en una temporada:
  - En torneos largos: 26 (1994-95).
  - En torneos cortos: 14 (Apertura 2006, Clausura 2009).

- Mayores goleadas conseguidas:
  - En torneos cortos:
    - Querétaro 1-7 Tigres (Apertura 2003).
    - Tigres 7-1 Veracruz (Apertura 2004).
    - Tigres 6-0 Toluca (Clausura 2005).
    - Tigres 8-0 Puebla (Copa MX Clausura 2014).
    - Tigres 7-0 Puebla (Apertura 2025)
- Mayores goleadas recibidas:
  - En torneos largos:
    - Atlante 7-0 Tigres (1979-80).

  - En torneos cortos:
    - Toluca 7-0 Tigres (Apertura 2006).

## Jugadores

### Plantel 2025
- De acuerdo con los reglamentos vigentes, de competencia de la Liga MX (2025-26) y de participación por formación de la FMF (2021), los equipos de la primera división están limitados a tener registrados en sus planteles un máximo de nueve jugadores no formados en México (NFM), de los cuales solo ocho pueden ser convocados por partido y únicamente siete podrán tener participación. Esta categoría de registro, no solo incluye a los extranjeros, sino también a los mexicanos por naturalización. Los jugadores que obtengan su carta de naturalización durante el torneo, permanecerán con el registro de su nacionalidad de origen hasta el certamen siguiente; no obstante, si un jugador naturalizado participa de un partido de competencia oficial con la selección mexicana, podrá ser registrado como «formado en México» para la campaña siguiente.[96][97]
- En virtud de lo anterior, la nacionalidad expuesta aquí, corresponde a la del registro formal ante la liga, indistintamente de otros criterios como doble nacionalidad, la mencionada naturalización o la representación de un seleccionado nacional distinto al del origen registrado.
- En cumplimiento de lo dispuesto por el artículo 28 del reglamento de competencia, los clubes deberán acumular un mínimo de 1170 minutos jugados por elementos formados en México (FM), nacidos a partir del 1 de enero de 2003; para ello, y de conformidad con los artículos 8, 9 y 10, podrán utilizar jugadores de sus equipos de categorías menores que participan en las Ligas de Fuerzas Básicas; o en caso de tenerlas, de sus filiales de Liga de Expansión, Liga Premier y Liga TDP. Todo lo anterior con el formato de «carnet único», es decir, la autorización formal de la FMF para jugar en todos los equipos ligados a la misma institución. Por lo cual, para los efectos de esta tabla, solo aparecerán los jugadores registrados en la fuente principal (sitio oficial de la Liga MX) para el primer equipo, y no aquellos que en el lapso del certamen disputen partidos para cumplir la regla de menores, sin estar inscritos en el plantel principal.[98]

### Fichajes • Apertura 2025
| Altas           | Altas         | Altas                 | Altas    |
| Jugador         | Posición      | Procedencia           | Tipo     |
| --------------- | ------------- | --------------------- | -------- |
| Antonio Carrera | Portero       | F. C. Dallas          | Traspaso |
| Ángel Correa    | Mediocampista | Atlético de Madrid    | Traspaso |
| Iván López      | Delantero     | Deportivo Toluca F.C. | Préstamo |

| Bajas              | Bajas         | Bajas              | Bajas           |
| Jugador            | Posición      | Destino            | Tipo            |
| ------------------ | ------------- | ------------------ | --------------- |
| Raymundo Fulgencio | Mediocampista | Fútbol Club Juárez | Traspaso        |
| Diego Reyes        | Defensa       | Sin equipo         | Fin de contrato |
| David Ayala        | Mediocampista | Sin equipo         | Fin de contrato |
| Anthony Sean Ramos | Portero       | Sin equipo         | Fin de contrato |
| Eugenio Pizzuto    | Mediocampista | Sin equipo         | Fin de contrato |
| Rafael Carioca     | Mediocampista | Sin equipo         | Fin de contrato |

## Entrenadores

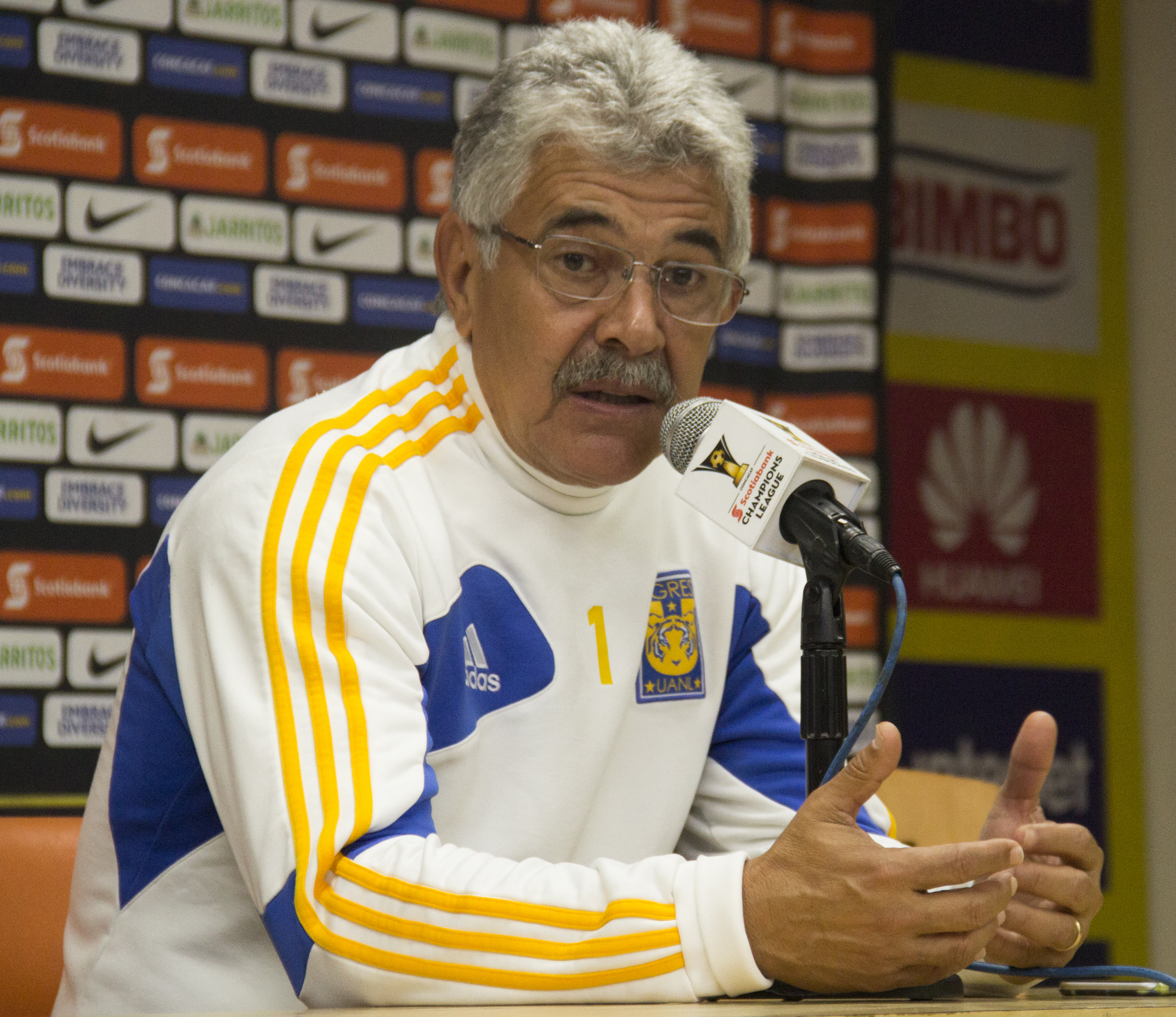
Ricardo Ferretti, el entrenador con más tiempo asumiendo el cargo y con el mejor palmarés en la historia del club.

| N.º | Entrenador                    | Inicio                | Fin                    | Títulos                                                                    |
| --- | ----------------------------- | --------------------- | ---------------------- | -------------------------------------------------------------------------- |
| 1   | Augusto Arrasco               | 1960                  | 1960                   |                                                                            |
| 2   | Agustín Pacífico Becerra      | 1961                  | 1961                   |                                                                            |
| 3   | Sergio López                  | 1962                  | 1962                   |                                                                            |
| 4   | Miguel Peña Gómez             | 1963                  | Desconocido            |                                                                            |
| 5   | Augusto Arrasco               | 1966                  | 1968                   |                                                                            |
| 6   | Ramiro Luna y Carlos Guerrero | 1968                  | 1969                   |                                                                            |
| 7   | Juan Sarmiento                | 1969                  | 1969                   |                                                                            |
| 8   | Diego Alonso                  | 1969                  | 1969                   |                                                                            |
| 9   | Pedro Avilán                  | agosto de 1969        | septiembre de 1969     |                                                                            |
| 10  | Odilón Mireles                | septiembre de 1969    | enero de 1971          |                                                                            |
| 11  | Grimaldo González             | febrero de 1971       | julio de 1972          |                                                                            |
| 12  | Salvador Reyes                | julio de 1972         | junio de 1973          |                                                                            |
| 13  | José Gómez                    | junio de 1973         | Desconocido            | 1 Campeonato de Segunda División                                           |
| 14  | Antonio Jasso                 | julio de 1974         | noviembre de 1974      |                                                                            |
| 15  | Claudio Lostaunau             | diciembre de 1974     | abril de 1977          | 1 Copa                                                                     |
| 16  | Mario Pérez                   | Desconocido           | septiembre de 1977     |                                                                            |
| 17  | Árpád Fekete                  | septiembre de 1977    | octubre de 1977        |                                                                            |
| 18  | Carlos Miloc                  | octubre de 1977       | junio de 1979          | 1 Campeonato de Liga                                                       |
| 19  | Carlito Peters                | julio de 1979         | diciembre de 1979      |                                                                            |
| 20  | Osvaldo Batocletti            | diciembre de 1979     | febrero de 1980        |                                                                            |
| 21  | Claudio Lostaunau             | marzo de 1980         | abril de 1981          |                                                                            |
| 22  | Marcos Calderón               | mayo de 1981          | julio de 1981          |                                                                            |
| 23  | Carlos Miloc                  | julio de 1981         | agosto de 1982         | 1 Campeonato de Liga                                                       |
| 24  | Alfonso Portugal              | agosto de 1982        | febrero de 1983        |                                                                            |
| 25  | José Etchegoyen               | febrero de 1983       | junio de 1984          |                                                                            |
| 26  | Manuel Lapuente               | julio de 1984         | diciembre de 1985      |                                                                            |
| 27  | Osvaldo Batocletti            | enero de 1986         | junio de 1986          |                                                                            |
| 28  | Carlos Miloc                  | junio de 1986         | mayo de 1988           |                                                                            |
| 29  | Árpád Fekete                  | abril de 1988         | junio de 1988          |                                                                            |
| 30  | Hugo Fernández                | junio de 1988         | junio de 1989          |                                                                            |
| 31  | Árpád Fekete                  | julio de 1989         | agosto de 1989         |                                                                            |
| 32  | Carlos Reinoso                | agosto de 1989        | junio de 1992          |                                                                            |
| 33  | Francisco Avilán              | julio de 1992         | junio de 1994          |                                                                            |
| 34  | Mateo Bravo                   | junio de 1994         | agosto de 1994         |                                                                            |
| 35  | Jorge Vieira                  | agosto de 1994        | marzo de 1995          |                                                                            |
| 36  | Ignacio Rodríguez *           | Desconocido           | Desconocido            |                                                                            |
| 37  | Carlos de los Cobos           | septiembre de 1995    | octubre de 1995        |                                                                            |
| 38  | Víctor Manuel Vucetich        | octubre de 1995       | febrero de 1996        | 1 Copa                                                                     |
| 39  | Alberto Guerra                | marzo de 1996         | junio de 1997          | 1 Liga de ascenso, 1 copa de ascenso                                       |
| 40  | Carlos Miloc                  | julio de 1997         | octubre de 1998        |                                                                            |
| 41  | Osvaldo Batocletti            | octubre de 1998       | enero de 1999          |                                                                            |
| 42  | Miguel Mejía Barón            | febrero de 1999       | agosto de 1999         |                                                                            |
| 43  | Víctor Manuel Vucetich        | septiembre de 1999    | junio de 2000          |                                                                            |
| 44  | Ricardo Ferretti              | junio de 2000         | julio de 2003          |                                                                            |
| 45  | Nery Pumpido                  | julio de 2003         | diciembre de 2004      |                                                                            |
| 46  | Leonardo Álvarez              | enero de 2005         | julio de 2005          |                                                                            |
| 47  | Osvaldo Batocletti            | julio de 2005         | diciembre de 2005      |                                                                            |
| 48  | Ricardo Ferretti              | enero de 2006         | junio de 2006          |                                                                            |
| 49  | José Luis Trejo               | julio de 2006         | octubre de 2006        |                                                                            |
| 50  | Mario Carrillo                | octubre de 2006       | junio de 2007          |                                                                            |
| 51  | Américo Gallego               | junio de 2007         | febrero de 2008        |                                                                            |
| 52  | Manuel Lapuente               | febrero de 2008       | febrero de 2009        |                                                                            |
| 53  | José Pekerman                 | febrero de 2009       | junio de 2009          | 1 SuperLiga Norteamericana                                                 |
| 54  | Daniel Guzmán Castañeda       | junio de 2009         | junio de 2010          |                                                                            |
| 55  | Ricardo Ferretti              | 1 de julio de 2010    | 30 de junio de 2021    | 5 Campeonatos de Liga, 1 Copa, 3 Campeón de campeones, 1 Liga de Campeones |
| 56  | Miguel Herrera                | 1 de julio de 2021    | 9 de noviembre de 2022 |                                                                            |
| 57  | Diego Cocca                   | 1 de enero de 2023    | 9 de febrero de 2023   |                                                                            |
| 58  | Marco Antonio Ruiz            | 10 de febrero de 2023 | 9 de abril de 2023     |                                                                            |
| 62  | Robert Dante Siboldi          | 10 de abril de 2023   | 4 de junio de 2024     | 1 Campeonato de Liga, 1 Campeón de campeones                               |
| 63  | Veljko Paunovic               | 9 de junio de 2024    | 2 de marzo de 2025     |                                                                            |
| 64  | Guido Pizarro                 | 2 de marzo de 2025    |                        |                                                                            |

* Es entrenador interino.
Actualizado al 19 de abril de 2023.
Premio al mejor director técnico
| Liga MX          | Liga MX       | Liga MX |
| Entrenador       | Edición       |         |
| ---------------- | ------------- | ------- |
| Carlos Miloc     | 1977-78       |         |
| Carlos Miloc     | 1981-82       |         |
| Ricardo Ferretti | Clausura 2011 |         |
| Ricardo Ferretti | Apertura 2011 |         |

## Directiva
| Nombre                          | Desde | Hasta | Nombre                        | Desde | Hasta      |
| ------------------------------- | ----- | ----- | ----------------------------- | ----- | ---------- |
| Mauricio Arango Vásquez         | 1974  | 1975  | Ramón Cárdenas Coronado       | 1975  | 1978       |
| Luis Eugenio Todd               | 1978  | 1982  | Alfredo Piñeyro               | 1982  | 1986       |
| Gregorio Farías Longoría        | 1986  | 1991  | Manuel Silos Martínez         | 1991  | 1996       |
| Guillermo Lara Guadarrama       | 1995  | 1996  | Reyes Tamez Guerra            | 1996  | Interino   |
| José Domene                     | 1996  | 1998  | Guillermo Martínez            | 1998  | 1998       |
| Fernando Urdiales               | 1998  | 1999  | Enrique Borja                 | 1999  | 2001       |
| Alejandro Rodríguez Miechielsen | 2001  | 2004  | Gonzalo Escámez Sada          | 2004  | 2004       |
| Mario Castillejos               | 2004  | 2004  | Fernando Urdiales             | 2004  | 2007       |
| Enrique Borja                   | 2007  | 2009  | Santiago Martínez de la Torre | 2009  | 2010       |
| Alejandro Rodríguez Miechielsen | 2010  | 2018  | Miguel Ángel Garza            | 2018  | 2020       |
| Alejandro Rodríguez Miechielsen | 2020  | 2021  | Mauricio Culebro              | 2021  | Actualidad |

## Equipo femenino

### Tigres de la UANL Femenil
El equipo femenil de la institución fue fundado en 2017, al fundarse la Primera División Femenil de México. En su primera temporada el equipo estuvo al mando de un histórico en la institución, Osvaldo Batocletti, quién las llevó al título en apenas su segundo torneo (Clausura 2018) venciendo a su acérrimo rival, las Rayadas de Monterrey, en el Estadio BBVA Bancomer en tanda de penales (4-2) después de que en el global empataran 4-4.
Actualmente el equipo es dirigido por Roberto Medina. Son las actuales campeonas de la Liga MX Femenil tras ganar la edición Guard1anes 2021 venciendo a las Chivas Femenil con marcador global de 7-4; convirtiéndose en el equipo más ganador de la Liga MX Femenil con cuatro títulos y también el primero en conseguir el Campeón de Campeones Femenil.

## Categorías inferiores

### Tigrillos UANL
Esta filial jugó durante la década de 1990, y era el primer equipo que conformaba las categorías inferiores del club. Conocidos como La U de Nuevo León, iniciaron participando en la Tercera División hasta la temporada 1993-94 cuando lograron ganar el título frente al Coacalco y con esto el ascenso a la Segunda División de México. En Segunda División, Osvaldo Batocletti se haría cargo del equipo, y para la temporada 1995-96 logran el título y el ascenso a Primera División 'A', frente al Club Deportivo Tapatío, llegando así en tan solo 2 temporadas a la segunda división más importante del país. Una vez en Primera 'A', el máximo logro del equipo fue el campeonato obtenido en el Verano 1998 frente al Zacatepec. Sin embargo, perderían la final de ascenso contra el Pachuca.

### Tigres UANL "B"
Este equipo se fundó en 2007 para participar en la Primera División 'A' de México como filial de Tigres, pero solo estuvo durante dos años en la división de plata y entonces desaparecieron cuando la liga sufrió cambios y pasó de llamarse de Primera División 'A' a Liga de Ascenso.

### Cachorros UANL
Esta filial se fundó en 2002 para participar en la Segunda División de México. En el torneo Independencia 2010, el equipo logra el campeonato de la Liga de Nuevos Talentos (hoy llamada Serie B) frente a los Académicos de Atlas. Sin embargo, perdería la final de ascenso contra los Cachorros León. Para el Apertura 2015, se estableció que todos los equipos de la Liga MX debían contar con una filial en la Segunda División de México, por lo que se tomó la plantilla y el cuerpo técnico de Cachorros para fundar el Tigres UANL Premier, desapareciendo así a los Cachorros UANL.

### Tigres UANL Premier
Esta filial jugó en el Grupo 1 de la Serie A de la Segunda División de México, y era el primer equipo que conformaba las categorías inferiores del club. Fue fundada en 2015, después de establecerse que todos los equipos de la Liga MX debían contar con una filial en la Segunda División de México. El máximo logro que obtuvo el club fue el campeonato de filiales obtenido en el Apertura 2015.

### Tigres SD
Esta filial juega actualmente en la Tercera División de México, dentro del Grupo 12. Fue fundada en 2002 para participar en la Tercera División de México sin derecho a ascenso, con el objetivo de formar jóvenes menores de 20 años. El club ha obtenido el campeonato de filiales en tres ocasiones: 2000-01, Apertura 2002 y Apertura 2004.

## Área social y dimensión sociocultural

### Tradiciones
La afición de Tigres ha convertido en tradición el festejar la obtención de sus títulos en la Macroplaza de Monterrey, la plaza más importante de la ciudad. Dicha tradición empieza con un desfile del plantel campeón que recorre las principales calles de la ciudad. Así mismo, se ha vuelto tradición que la directiva exhiba el trofeo en diferentes partes de la Zona Metropolitana de Monterrey para que miles de aficionados se tomen la foto con el trofeo.

## Rivalidades
El máximo rival de los Tigres de la Universidad Autónoma de Nuevo León es el Club de Fútbol Monterrey, con el cual disputa el Clásico Regiomontano.